# Pedro Sánchez
Pedro Sánchez Pérez-Castejón (Madrid, 29 de febrero de 1972) es un político y economista español, actual presidente del Gobierno de España desde 2018. Es secretario general del Partido Socialista Obrero Español (PSOE) desde 2017, cargo que ya había desempeñado entre 2014 y 2016.
Licenciado en Ciencias Económicas y Empresariales por el Real Centro Universitario María Cristina de El Escorial y doctor en Economía y Empresa por la Universidad Camilo José Cela, su carrera política la comenzó como concejal en el Ayuntamiento de Madrid, entre 2004 y 2009. Luego fue diputado en el Congreso en la ix y x legislaturas. En 2014 sucedió a Alfredo Pérez Rubalcaba al frente de la secretaría general del PSOE, y en 2015 y 2016, fue el candidato propuesto por su partido a la presidencia del Gobierno. Tras las elecciones generales de junio de 2016, en medio de una crisis interna de su partido provocada por la tesitura de abstenerse ante la investidura de Mariano Rajoy o de intentar crear un gobierno alternativo a este, Sánchez, contrario a abstenerse para facilitar un gobierno de Mariano Rajoy, se vio forzado a dimitir como secretario general del PSOE y, más tarde, también como diputado. En junio de 2017 retornó a la secretaría general del partido tras imponerse en primarias a Susana Díaz y a Patxi López.
Tras el éxito de la moción de censura contra Mariano Rajoy de 2018, Sánchez fue investido presidente del Gobierno en junio de ese año. Algunas de las medidas que tuvieron más eco en los medios de comunicación durante su primer mandato fueron el traslado de la tumba del dictador Francisco Franco del Valle de los Caídos y la acogida de 630 migrantes que habían sido rescatados en aguas internacionales por el buque Aquarius y al que Italia y Malta habían denegado la entrada.
Volvió a ser investido presidente del Gobierno en enero de 2020, tras un acuerdo para la formación de un gobierno de coalición entre el PSOE y Unidas Podemos. Su segundo mandato estuvo marcado por el confinamiento y la gestión de la pandemia de COVID-19, el incidente fronterizo entre España y Marruecos de 2021, la erupción volcánica de La Palma, el cambio histórico de la posición de España ante el conflicto del Sáhara Occidental, el apoyo militar a Ucrania tras la invasión rusa, la aprobación de la Ley Orgánica de Regulación de la Eutanasia, la Ley trans, la reforma laboral, la Ley de Memoria Democrática, y la ley sobre Libertad Sexual.
El 25 de noviembre de 2022 fue elegido presidente de la Internacional Socialista, sucediendo al griego Giórgos Papandréou.
Tras las elecciones generales de julio de 2023 y la posterior investidura fallida de Alberto Núñez Feijóo, el rey encargó a Sánchez la conformación de un gobierno. Fue reelegido presidente el 16 de noviembre de 2023 con 179 votos a favor, 12 más que en 2020, tras cerrar acuerdos de investidura con Sumar, ERC, Junts, EH Bildu, PNV, BNG y Coalición Canaria. Su tercer gobierno se caracterizó por el crecimiento macroeconómico, la Ley de Amnistía, la inestabilidad parlamentaria y un aumento de la visibilidad diplomática internacional a raíz del apoyo al Estado Palestino, así como la intensificación de la polarización a raíz de la eclosión del caso Koldo.

## Primeros años

### Primeros años y formación
Nació en Madrid siendo el mayor de dos hermanos en una familia acomodada y con residencia en la calle del Comandante Zorita, en Tetuán. Su padre Pedro Sánchez Hernández, natural de Anchuras (Ciudad Real), economista, ha trabajado en el sector financiero y ha dirigido empresas; fue director general del INAEM y ocupó cargos de responsabilidad en el Ministerio de Agricultura. Su madre, Magdalena Pérez-Castejón Barrios, natural del distrito madrileño de Puente de Vallecas, ha sido funcionaria de la Seguridad Social y abogada. Su hermano menor David, conocido como David Azagra, es director de orquesta.
Cursó la Educación General Básica en el ahora desaparecido colegio Santa Cristina de Chamartín y sus estudios de Bachillerato en el Instituto Ramiro de Maeztu de Madrid. Jugó en el Club de Baloncesto Estudiantes hasta los 21 años. En 1996, tras acabar la carrera, empezó el servicio militar en Cáceres y lo terminó en el Servicio Geográfico del Ejército del madrileño barrio de Campamento.
En 1990 comenzó a estudiar la licenciatura en Ciencias Económicas y Empresariales en el Real Centro Universitario María Cristina en San Lorenzo de El Escorial, un centro universitario privado adscrito a la Universidad Complutense, y en el que se licenció en 1995.
Posteriormente, obtuvo un Máster en Política Económica Europea por la Universidad Libre de Bruselas (1997-1998) y un Diploma Universitario en Estudios Avanzados en Integración Económica y Monetaria Europea por el Instituto Universitario Ortega y Gasset, centro privado adscrito a la Complutense. Cursó, también, el Programa de Liderazgo para la Gestión Pública por la Escuela de Negocios IESE - Universidad de Navarra.
Más tarde, en 2012, dentro del Programa de Doctorado de la Universidad Camilo José Cela, defendió su Tesis Doctoral Innovaciones de la Diplomacia Económica Española: Análisis del Sector Público (2000-2012), para la obtención de su título de Doctor. Además de español, Sánchez habla francés e inglés.
En 1993 se afilió al PSOE, tras la victoria de Felipe González en las elecciones de ese año. Con 26 años trabajó como asesor en el Parlamento Europeo con la socialista Bárbara Dührkop (donde coincidió con Óscar López) y más tarde como miembro del gabinete del alto representante de Naciones Unidas en Bosnia, Carlos Westendorp, durante la guerra de Kosovo.
En 2000 fue uno de los delegados en el 35.º Congreso Federal del PSOE, en el que salió elegido José Luis Rodríguez Zapatero como secretario general y José Blanco como secretario de Organización. Sánchez se rodearía entonces de colaboradores como Óscar López y Antonio Hernando, próximos al secretario de Organización.

## Carrera política

### Comienzos en la política municipal
En 2003 concurrió a las elecciones municipales de Madrid en la lista del PSOE encabezada por Trinidad Jiménez. Situado en el puesto 23 (a pesar de las instrucciones de la secretaría federal de Organización, el PSM no quiso plegarse y colocó a Sánchez en este puesto), no consiguió acta de concejal (el PSOE obtuvo solo 21 concejales). Se convirtió en concejal en 2004 al reemplazar a Elena Arnedo, que había renunciado a su acta en mayo de dicho año. Se convirtió en un componente fundamental del equipo de la líder de la oposición, Trinidad Jiménez.
Entre 2004 y 2009, fue uno de los 320 miembros de la Asamblea General de Caja Madrid, como representante, a propuesta del PSOE, del Ayuntamiento de Madrid. Al mismo tiempo, seguía trabajando con Blanco, especialmente en tareas relacionadas con procesos electorales, como las elecciones autonómicas gallegas de 2005, en las que el PSdG ganó ocho escaños, lo que permitió a Emilio Pérez Touriño llegar a la presidencia de la Junta de Galicia, o el fallido intento de Miguel Sebastián por conseguir la alcaldía de Madrid en 2007.
Se casó en 2006 con Begoña Gómez Fernández, con la que tiene dos hijas, Ainhoa y Carlota. Su boda fue oficiada por su correligionaria y entonces concejal del Ayuntamiento de Madrid, Trinidad Jiménez.
Revalidó de nuevo su acta en las elecciones municipales de 2007. Desde la oposición ocupó responsabilidades en las áreas de Economía, Urbanismo y Vivienda.
En las elecciones generales de 2008 formó parte de la candidatura socialista por la circunscripción de Madrid, sin obtener escaño. Desde 2008 y hasta 2013, Pedro Sánchez fue profesor asociado de «Estructura Económica» e «Historia del Pensamiento Económico» en la Facultad de Ciencias Jurídicas y Empresariales de la Universidad Camilo José Cela.

### Diputado en el Congreso

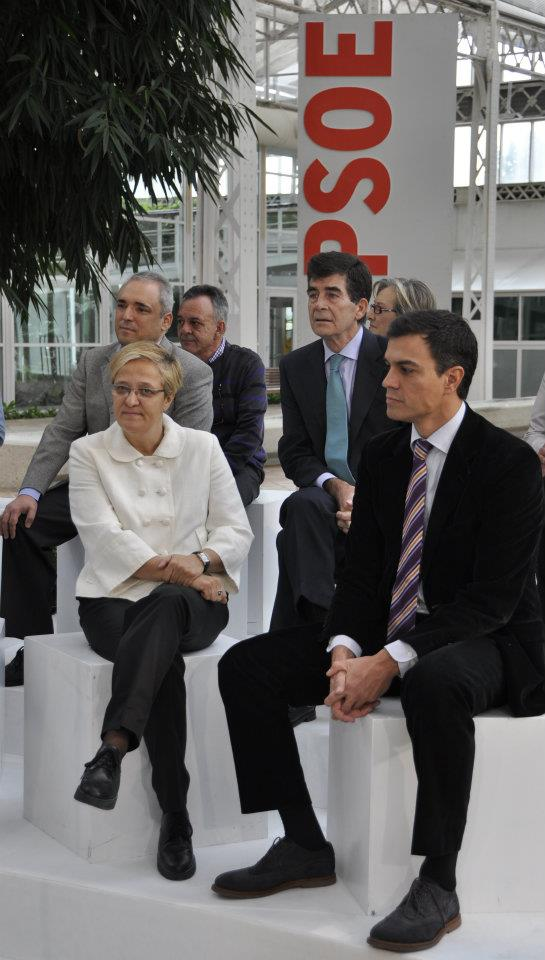
Pedro Sánchez durante la campaña electoral de las generales de 2011

Tras la renuncia de Pedro Solbes a su acta de diputado en septiembre de 2009, ocupó su vacante en el Congreso de los Diputados, por lo que abandonó su puesto como concejal del Consistorio madrileño. Durante su primera legislatura como diputado, desempeñó responsabilidades de portavoz adjunto en la Comisión de Política Territorial y fue miembro de la Comisión de Asuntos Exteriores y de la Comisión Mixta de Asuntos Europeos.
En 2010, los periodistas parlamentarios le eligieron diputado revelación. Ese mismo año trabajó con Trinidad Jiménez en las primarias en las que se enfrentó, sin éxito, con Tomás Gómez por la candidatura a la presidencia de la Comunidad de Madrid en 2011.
En las elecciones generales de 2011 se situó en el undécimo puesto de la lista del PSOE por Madrid, pero quedó nuevamente fuera del Congreso por haber obtenido su partido solo diez diputados en dicha circunscripción.
Trabajó en la OCU, de asesor de la Comisión Ejecutiva Federal del PSOE y de consultor en empresas extranjeras. Desde noviembre de 2012, es doctor en Economía y Empresa por la Universidad Camilo José Cela de Madrid, tras la presentación de su tesis doctoral titulada Innovaciones de la diplomacia económica española: análisis del sector público (2000-2012).
En enero de 2013 volvió al Congreso de los Diputados tras la renuncia al escaño de Cristina Narbona para ocupar un puesto en el Consejo de Seguridad Nuclear. En noviembre de 2013 fue uno de los coordinadores de la conferencia política del PSOE.

### Postulación para suceder a Rubalcaba

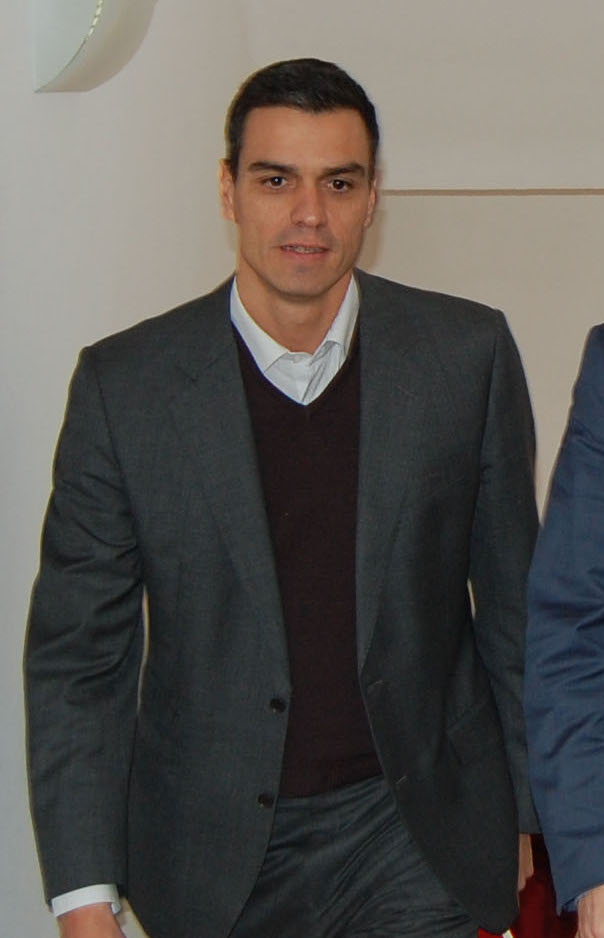
Pedro Sánchez en enero de 2014

Su nombre empezó a sonar como candidato a la Secretaría General cuando a la presentación de su libro La nueva diplomacia económica española en diciembre de 2013 acudieron numerosos dirigentes socialistas, como Ramón Jáuregui, Elena Valenciano, Trinidad Jiménez, Miguel Sebastián, Eduardo Madina o José Blanco. En este libro recogía y desarrollaba algunos de los contenidos de la tesis con la que obtuvo el doctorado.
A pesar de no haber pertenecido nunca a la Ejecutiva ni al Comité Federal del PSOE, durante los primeros meses de 2014, Pedro Sánchez fue uno de los candidatos potenciales que se postularon para las primarias previstas para noviembre de 2014 para elegir al candidato del partido a las generales de 2015 y comenzó a recorrer las agrupaciones socialistas de toda España.
El proceso se aceleró tras los malos resultados del PSOE en las elecciones europeas de 2014. Días después, el secretario general del partido, Alfredo Pérez Rubalcaba, anunciaba su dimisión y pocos días después se anunciaba que el nuevo secretario general sería elegido mediante votación directa entre los militantes. El 12 de junio, Pedro Sánchez anunciaba su candidatura. El 28 de junio, Sánchez fue proclamado candidato por el PSOE, al haber obtenido más de 40 000 avales. Fue el candidato que más avales consiguió y se enfrentó a Eduardo Madina y José Antonio Pérez Tapias. En las elecciones celebradas el 13 de julio, obtuvo un 49 % de los votos, frente a un 36 % de Madina y un 15 % de Pérez Tapias, proclamándose ganador. Se convirtió oficialmente en el sucesor de Alfredo Pérez Rubalcaba en el Partido una vez que el Congreso Extraordinario del PSOE de los días 26 y 27 de julio de 2014 ratificó los resultados y ocupó por primera vez el puesto no oficial de líder de la oposición en la sesión del 10 de septiembre de 2014 del Congreso de los Diputados.

### Primera etapa al frente del PSOE
Tras su designación, Pedro Sánchez afrontó el reto de recuperar la unidad del partido y la confianza de los antiguos votantes del PSOE,
un 25 % de los cuales se decantaba entonces por un nuevo partido, Podemos. También ha tenido que lidiar con tensiones con el PSOE de Andalucía.
Para darse a conocer, participó en numerosos programas televisivos tales como Sálvame, El Hormiguero, El programa de Ana Rosa, Viajando con Chester, Un tiempo nuevo, La Sexta Noche, Salvados o Planeta Calleja. A Podemos lo tildó en numerosas ocasiones de populista para, posteriormente, criticar el «oportunismo ideológico» que según Pedro Sánchez presenta.
Ha abogado por la reforma de la Constitución, proponiendo un modelo federal para España, así como volver a cambiar su artículo 135 o reforzar el laicismo del sistema educativo.
Nombró a César Luena como número dos. En febrero de 2015, destituyó a Tomás Gómez como secretario general del partido en Madrid, sustituyéndolo por una gestora, debido a la investigación del sobrecoste del tranvía de Parla.

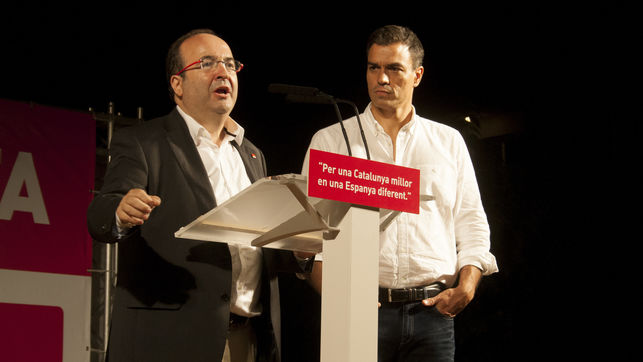
En 2015 durante un acto con Miquel Iceta, entonces primer secretario del PSC

El día 21 de junio se le proclamó oficialmente candidato del partido a la presidencia del Gobierno de España. Incorporó a sus listas a independientes como la militar Zaida Cantera o la exmiembro de UPyD Irene Lozano. Para su programa económico, recuperó a Jordi Sevilla.

#### Primera investidura fallida
Tras las elecciones generales celebradas el 20 de diciembre de 2015, en las que el PSOE fue segunda fuerza política en número de diputados, con 90 escaños, y tras haber rechazado el 27 de enero la propuesta de Rajoy de posibilitar la investidura a cambio del apoyo del PP en autonomías y ayuntamientos Sánchez fue propuesto por Felipe VI como candidato a ser investido presidente del Gobierno el 2 de febrero de 2016. El 24 de febrero el PSOE alcanzó un acuerdo con Ciudadanos, que había obtenido 40 diputados en las elecciones, para investir a Sánchez. La investidura fue rechazada definitivamente en el Congreso en segunda votación el 4 de marzo, con 131 votos a favor (PSOE, Ciudadanos y Coalición Canaria) y 219 votos en contra (el resto de diputados). Se trató de la primera vez en el actual período democrático que el candidato a la presidencia del Gobierno fracasaba y no lograba la confianza del Congreso en la segunda votación de investidura.
Fue candidato a la Presidencia del gobierno en las elecciones del 26 de junio de 2016; la candidatura del PSOE obtuvo su mínimo histórico en el período correspondiente al restablecimiento del sistema democrático parlamentario: 85 diputados (84 del PSOE y uno de Nueva Canarias). Tras el pacto del Partido Popular con Ciudadanos para la investidura de Mariano Rajoy, repitió reiteradas veces que votaría «no» y no se abstendría para permitir un gobierno del PP. Tras la investidura fallida de Rajoy, pidió a las «fuerzas del cambio» que permitieran un gobierno alternativo al PP.
En noviembre de 2016 Santiago Vidal declaró en una serie de conferencias, que en una reunión secreta con Pedro Sánchez que mantuvieron junto con Joan Tardà y Gabriel Rufián y que tuvo lugar en abril de 2016, Pedro Sánchez expresó su convencimiento de que Cataluña era una nación y de que su secesión era cuestión de tiempo. Y, según Vidal, les ofreció a cambio de su apoyo para la investidura la negociación sobre la convocatoria de un referéndum de autodeterminación, la no aplicación del artículo 155 de la Constitución así como ordenar a la Fiscalía archivar «todos los procedimientos contra Artur Mas, Irene Rigau y Joana Ortega» por la celebración del referéndum del 9-N y que la constatación de que estas ofertas eran serias y creíbles era el hecho de que había desobedecido al comité federal del PSOE al tomar parte en la reunión.
Pedro Sánchez negó dichas afirmaciones y declaró que la reunión a la que hacía referencia Vidal, había tenido lugar en realidad en febrero, siendo esta pública e inscribiéndose en la ronda de contactos que llevó a cabo con todos los grupos políticos para lograr el apoyo a su investidura y tachó las declaraciones sobre el contenido de la misma como una sarta de mentiras.

### Crisis del PSOE y defenestración
El miércoles 28 de septiembre, Antonio Pradas, secretario de Política Federal del PSOE, presentó en la sede del partido la dimisión en bloque de 17 miembros de la Ejecutiva Federal, para forzar su disolución, al quedar reducida a 18 miembros (38 en su origen) y lograr con ello la dimisión de Pedro Sánchez. En la tarde del sábado 1 de octubre, tras rechazar el Comité Federal su propuesta de convocatoria de un Congreso Federal, Pedro Sánchez presentó finalmente su dimisión como secretario general del PSOE dando así paso a la formación de la gestora que reclamaban sus críticos.
El 29 de octubre de 2016, Pedro Sánchez entregó su acta de diputado, dejando vacante su escaño horas antes a la votación de investidura de Mariano Rajoy. La noticia fue comunicada por él mismo, minutos después de haber entregado el acta.
Tras la pérdida de poder orgánico en el partido, Sánchez efectuó al parecer una gira a bordo de su Peugeot 407 visitando militantes de base en diferentes puntos de España.
En enero de 2017 Pedro Sánchez anunció su candidatura a la secretaría general del PSOE para las primarias previstas para el mes de mayo.

### Vuelta a la secretaría general

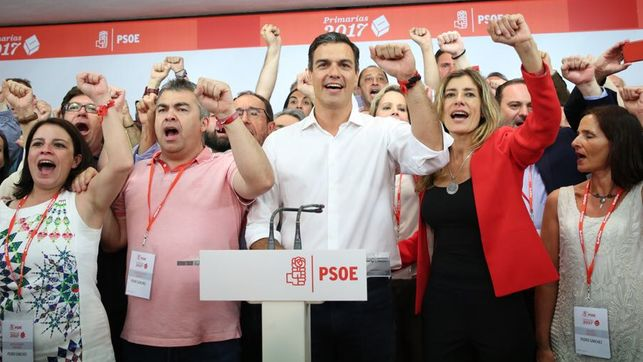
Sánchez celebrando su victoria en las primarias cantando «La Internacional»

El 21 de mayo de 2017 fue reelegido como secretario general del PSOE en unas elecciones primarias, enfrentándose a las candidaturas respectivas de Susana Díaz y Patxi López. Obtuvo más del 50 % de los votos de los militantes. Sánchez fue proclamado secretario general durante la celebración del 39.º Congreso del partido el 18 de junio de 2017.
El PSOE decide apoyar al Gobierno en la aplicación del artículo 155 de la Constitución Española en Cataluña tras una proclamación unilateral de independencia.

### Moción de censura contra Rajoy

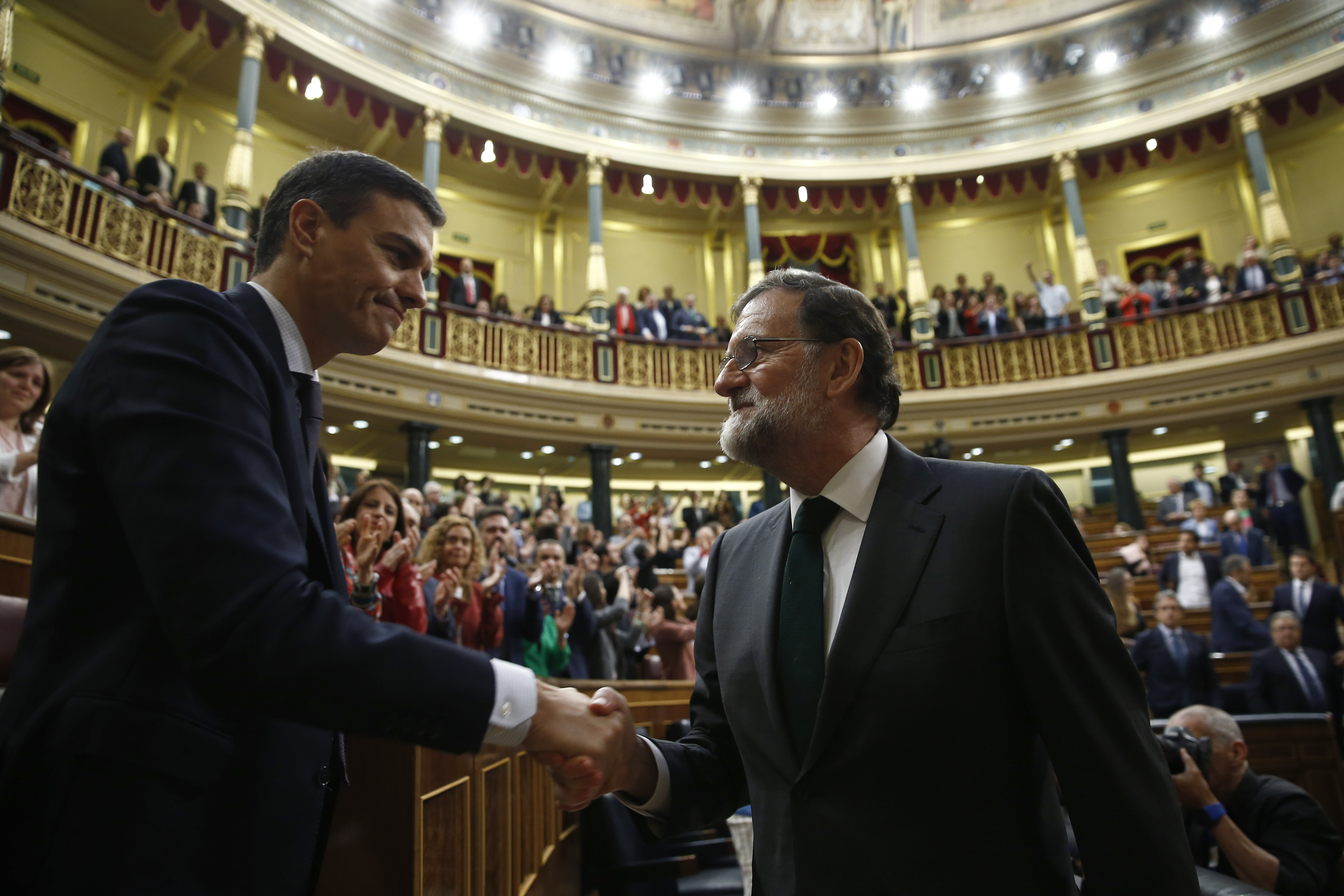
Rajoy felicita a Sánchez tras la votación de la moción

A finales de mayo de 2018 se produjo el fallo de la Audiencia Nacional de la primera macrocausa del Caso Gürtel en el que, aparte de la sentencia de 351 años acumulados de prisión para 29 de los acusados, se señaló al Partido Popular (PP) como partícipe a título lucrativo de la trama, apuntándose además la falta de credibilidad del testimonio como testigos de varios políticos del PP, incluido el del presidente del Gobierno, Mariano Rajoy.
Tras la difusión de la sentencia el PSOE registró el 25 de mayo en sede parlamentaria una moción de censura contra Rajoy, presentando a Sánchez como candidato a la presidencia del Gobierno. La presidenta del Congreso de los Diputados Ana Pastor programó su celebración para los días 31 de mayo y 1 de junio. El 1 de junio tuvo lugar la votación, que salió adelante con 180 votos a favor, 169 en contra y 1 abstención.

## Presidente del Gobierno

### Primer Gobierno (2018-2020)

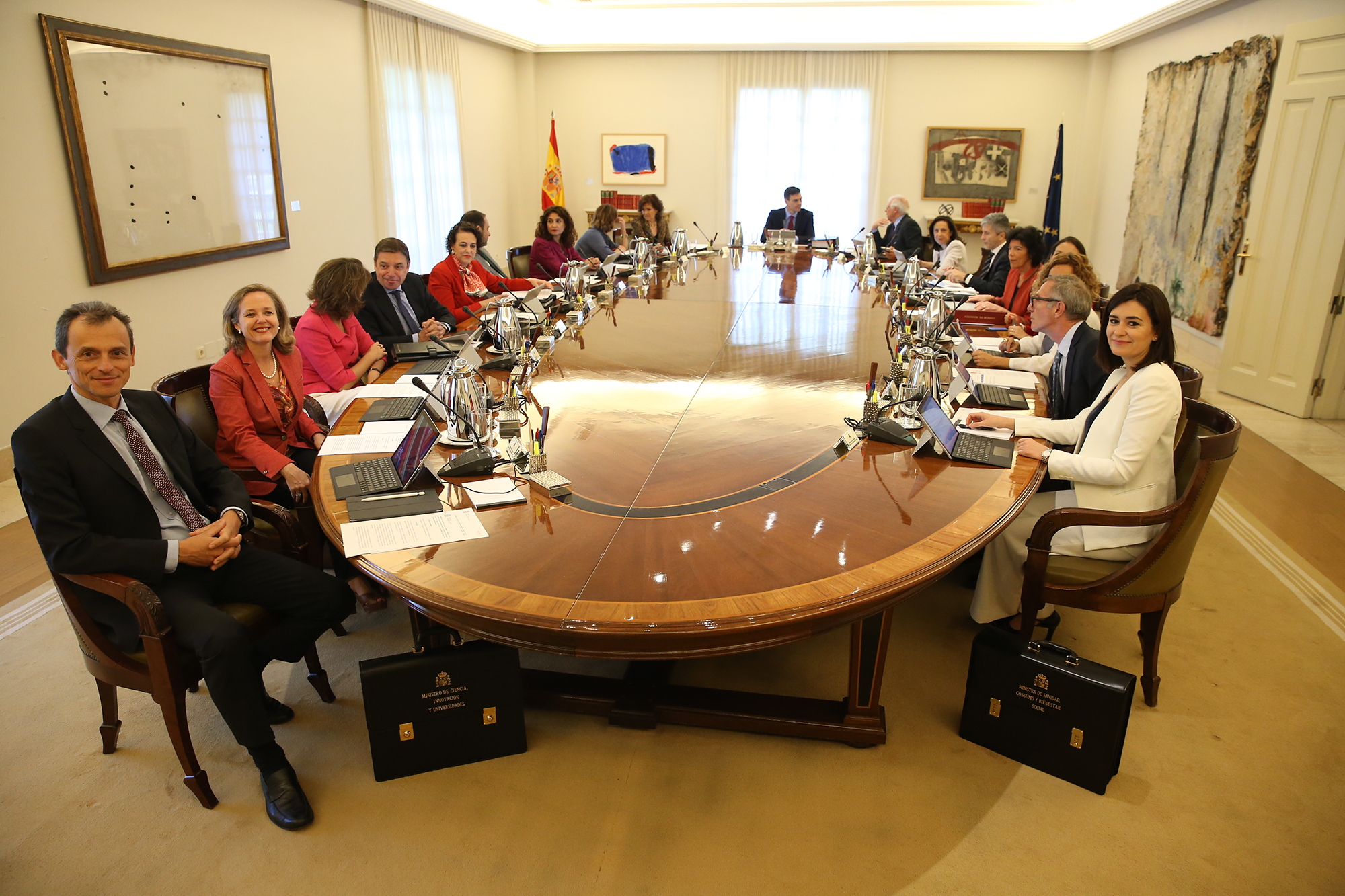
Reunión del Consejo de Ministros del primer gobierno de Pedro Sánchez en julio de 2018

Felipe VI dispuso el nombramiento de Sánchez como presidente del Gobierno por real decreto de 1 de junio. Sánchez prometió su cargo ante el monarca al día siguiente en el Palacio de la Zarzuela, frente a un ejemplar de la Constitución. Optó por hacerlo sin símbolos religiosos después de que la Casa del Rey acordara en julio de 2014 dar la opción a los altos cargos de jurar o prometer con o sin la Biblia y la cruz, siendo el primer presidente de Gobierno del actual período democrático en optar por ello. Los 17 integrantes de su nuevo consejo de ministros tomaron posesión el día 7 de junio. Sánchez nombró como director del Gabinete de la Presidencia del Gobierno (jefe de su gabinete) a Iván Redondo.
Tras su nombramiento, Sánchez manifestó su voluntad de agotar la actual legislatura y no convocar elecciones hasta junio de 2020. El 13 de febrero de 2019 los votos del Partido Popular, Ciudadanos, Partido Demócrata Europeo Catalán, Esquerra Republicana de Catalunya, Foro Asturias y Coalición Canaria en el Congreso de los Diputados tumbaron la propuesta del Gobierno de Presupuestos Generales del Estado para 2019. Este hecho desembocó en que el presidente convocara a la prensa el viernes 15 de febrero para fechar unos comicios para el domingo 28 de abril de 2019.

##### Memoria histórica

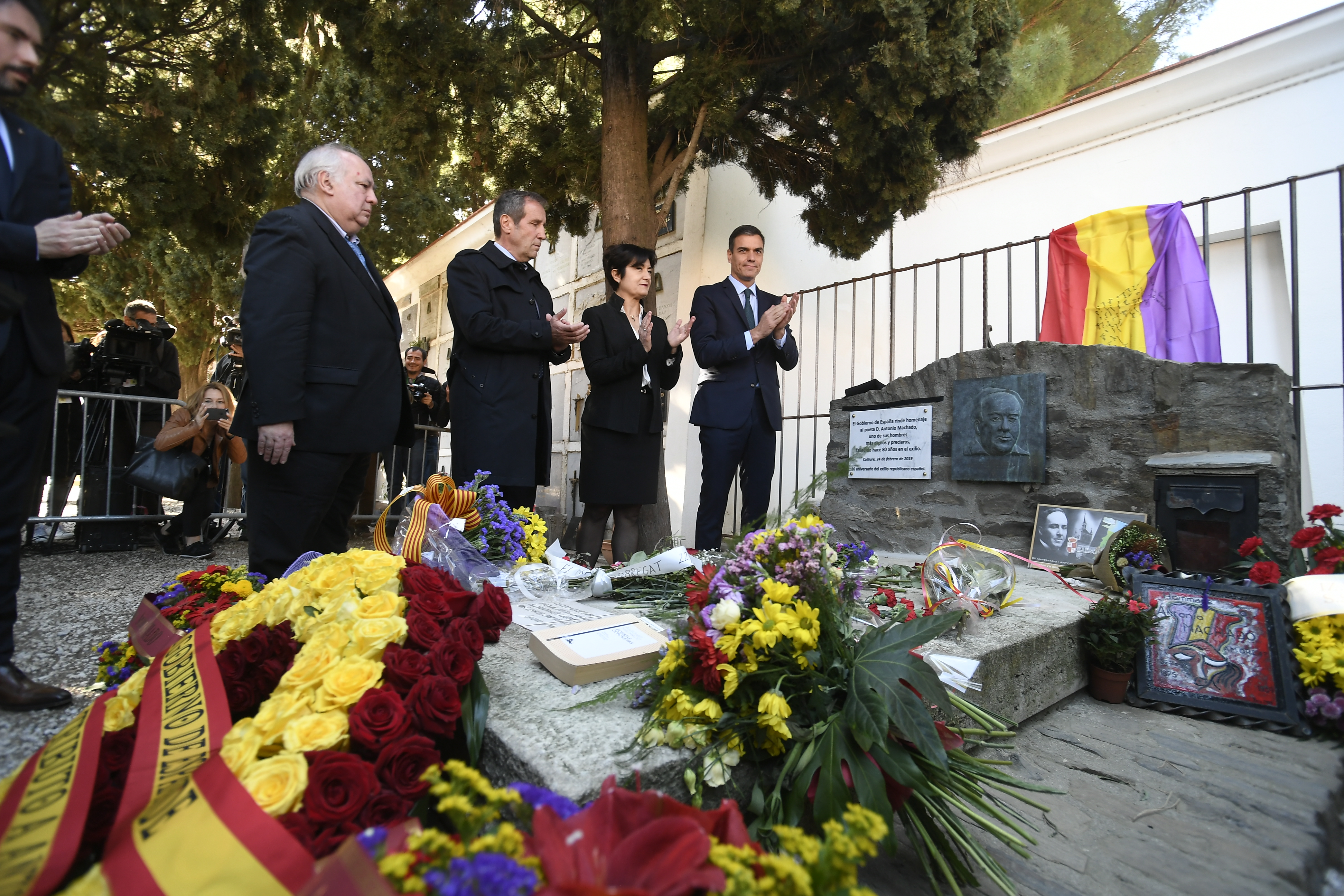
Sánchez en un homenaje ante la tumba de Antonio Machado en Colliure

Desde su posición como líder de la oposición, Sánchez ya manifestó su disconformidad con la política de memoria histórica llevada a cabo por Mariano Rajoy, que consistía en no destinar recursos para el cumplimiento de dicha ley. Tras llegar al Gobierno, Sánchez se marcó como objetivo prioritario el impulso de la Ley de Memoria Histórica, incluso sugiriendo su reforma, tomando decisiones como la de crear una Dirección General de Memoria Histórica dentro del Ministerio de Justicia para, según el real decreto 698/2018, «dar el necesario impulso a las iniciativas relacionadas con la Ley 52/2007, de 26 de diciembre, por la que se reconocen y amplían derechos y se establecen medidas en favor de quienes padecieron persecución o violencia durante la guerra civil y la dictadura y proporcionar el debido apoyo institucional al cumplimiento de los objetivos contemplados en la citada ley.»
Una de las medidas más destacadas de su gobierno fue la exhumación de los restos del dictador Franco del Valle de los Caídos, algo a lo que se opuso la familia Franco pero que el Gobierno llevó a cabo de todos modos. Junto a él, se planea trasladar a un sitio menos prominente que el conjunto monumental al fundador de la Falange, José Antonio Primo de Rivera.
En noviembre de 2018 los Mozos de Escuadra informaron de la detención de un vecino de Tarrasa, que, molesto con los planes de exhumación de Franco y con un arsenal de 16 armas de fuego en su domicilio, supuestamente pretendía atentar contra la vida de Sánchez para acabar, en sus palabras, con ese «rojo de mierda».

##### Inmigración

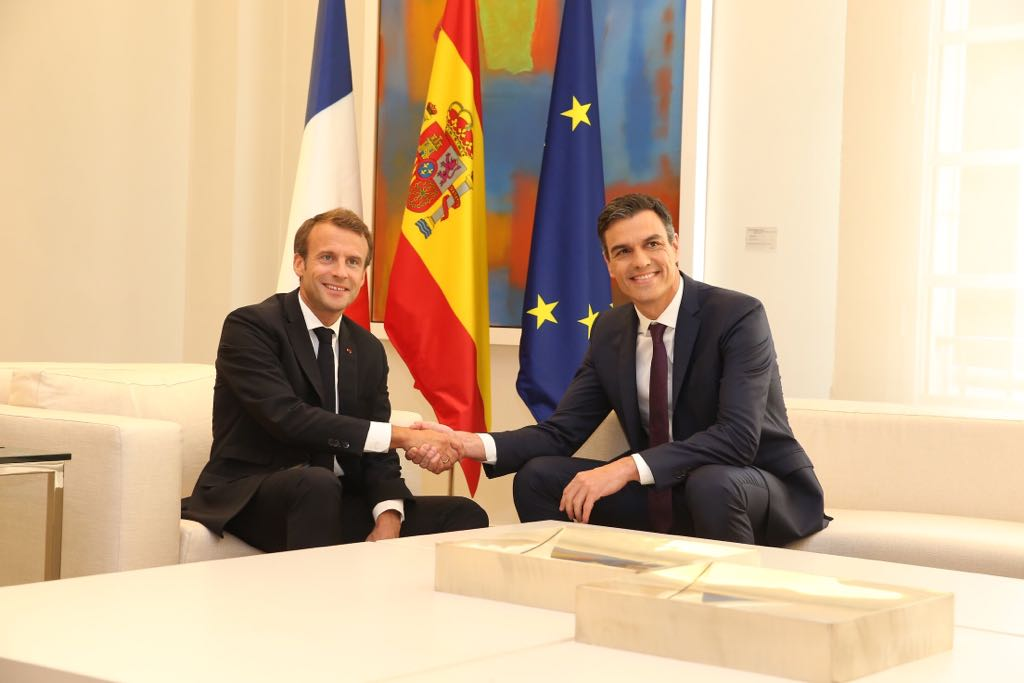
Sánchez con el presidente francés, Emmanuel Macron el 26 de julio de 2018

En junio de 2018, Italia y Malta denegaron la entrada del buque Aquarius en sus puertos, dejándolo a la deriva en el Mediterráneo con 629 inmigrantes a bordo. Ante tal situación, el Gobierno de Sánchez ofreció el puerto de Valencia como puerto seguro para que desembarcase y así evitar una catástrofe humanitaria. El 30 de junio de 2018, el Gobierno aceptó otro buque, en este caso de la ONG española Open Arms, con 59 inmigrantes a bordo tras haber vuelto a ser rechazados por los gobiernos maltés e italiano. Lo mismo ocurrió dos semanas más tarde. A principios de agosto, el Gobierno volvió a aceptar al Open Arms con 87 inmigrantes a bordo, esta vez en el puerto de Algeciras.
Ante esta situación, España se ha convertido, por primera vez, en la principal entrada de inmigración procedente de África, algo que no fue bien visto por el Partido Popular y Ciudadanos, quienes acusaron a Sánchez de provocar un «efecto llamada».

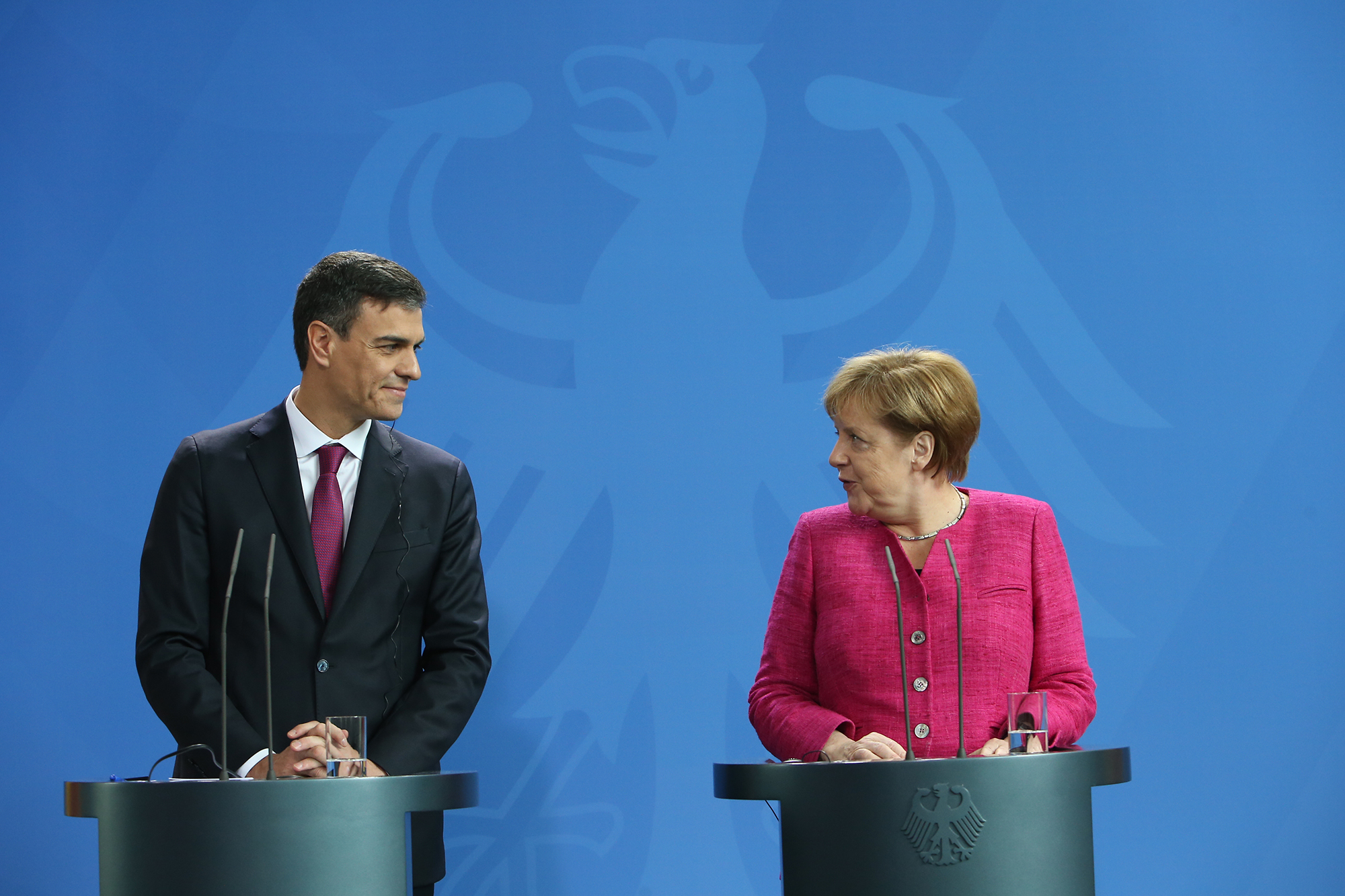
Sánchez con la canciller Merkel el 26 de junio de 2018

El presidente del Gobierno considera la inmigración un asunto europeo, y mostró su solidaridad con el Gobierno alemán (quien en 2015 asumió más de 1 millón de demandantes de asilo), llegando a un acuerdo entre ambos países para que España acogiese a los inmigrantes que en 2015 entraron por el país del sur de Europa evitando así una crisis de gobierno en Alemania.
Sánchez ha recibido el apoyo de dos de los líderes más importantes de la Unión Europea, Emmanuel Macron, presidente de Francia y Angela Merkel, canciller de Alemania, quien han apostado por una solución de ámbito europeo que implique a todos los países.
Por el contrario, al principio y mientras se mantuvo Matteo Salvini en el gobierno italiano, las relaciones entre los dos gobiernos se tensaron debido al asunto migratorio, llegando a producirse numerosos cruces de acusaciones entre miembros del gobierno de Sánchez, como Josep Borrell, y el ministro del Interior italiano, Matteo Salvini. Sánchez también afirmó en una entrevista que «el unilateralismo no es la respuesta a la crisis migratoria», en clara alusión a la iniciativa del Gobierno italiano de cerrar los puertos, y continuó diciendo que «aunque la retórica incendiaria de algunos líderes italianos sea eficaz en términos electorales, desde el punto de vista de responder efectivamente a una crisis humanitaria como la que estamos viendo en el Mediterráneo y en la costa italiana, no es la respuesta».

##### Salario mínimo
El 21 de diciembre de 2018 se aprobó el decreto que fijaba el salario mínimo para 2019 en 900 euros, la mayor subida desde 1977, para ofrecer una remuneración «equitativa y suficiente» y acercarse al 60 % del salario medio recomendado por el Comité Europeo de Derechos Sociales. En un primer momento el Banco de España y la AIReF estimaron que dicha subida podría conllevar la destrucción de hasta 120 000 y 40 000 puestos de trabajo respectivamente. A finales de 2019 el Gobierno remitió a la AIReF un informe en el que afirmaba que la subida no había tenido impacto en el empleo, por lo que esta, basándose en dicho informe, cambió su predicción acordemente. No obstante tras una evaluación posterior, en esta ocasión de los datos de la Muestra Continua de Vidas Laborales de 2018 y de la información de la afiliación a la Seguridad Social, la AIReF concluyó que en realidad había supuesto la pérdida de entre 19 000 y 33 000 empleos. El estudio «Informe España» de BBVA Research presentado a principios de 2020 concluyó que la medida había destruido 45 000 puestos de trabajo afectando especialmente a la España Vacía y cifró entre 75 000 y 195 000 el número de puestos que se iban a perder en los dos años posteriores a la aprobación de las subidas.
Desde marzo de 2019, el Gobierno obliga a todas las empresas a tener un registro horario de la jornada laboral de los trabajadores.

##### Vivienda

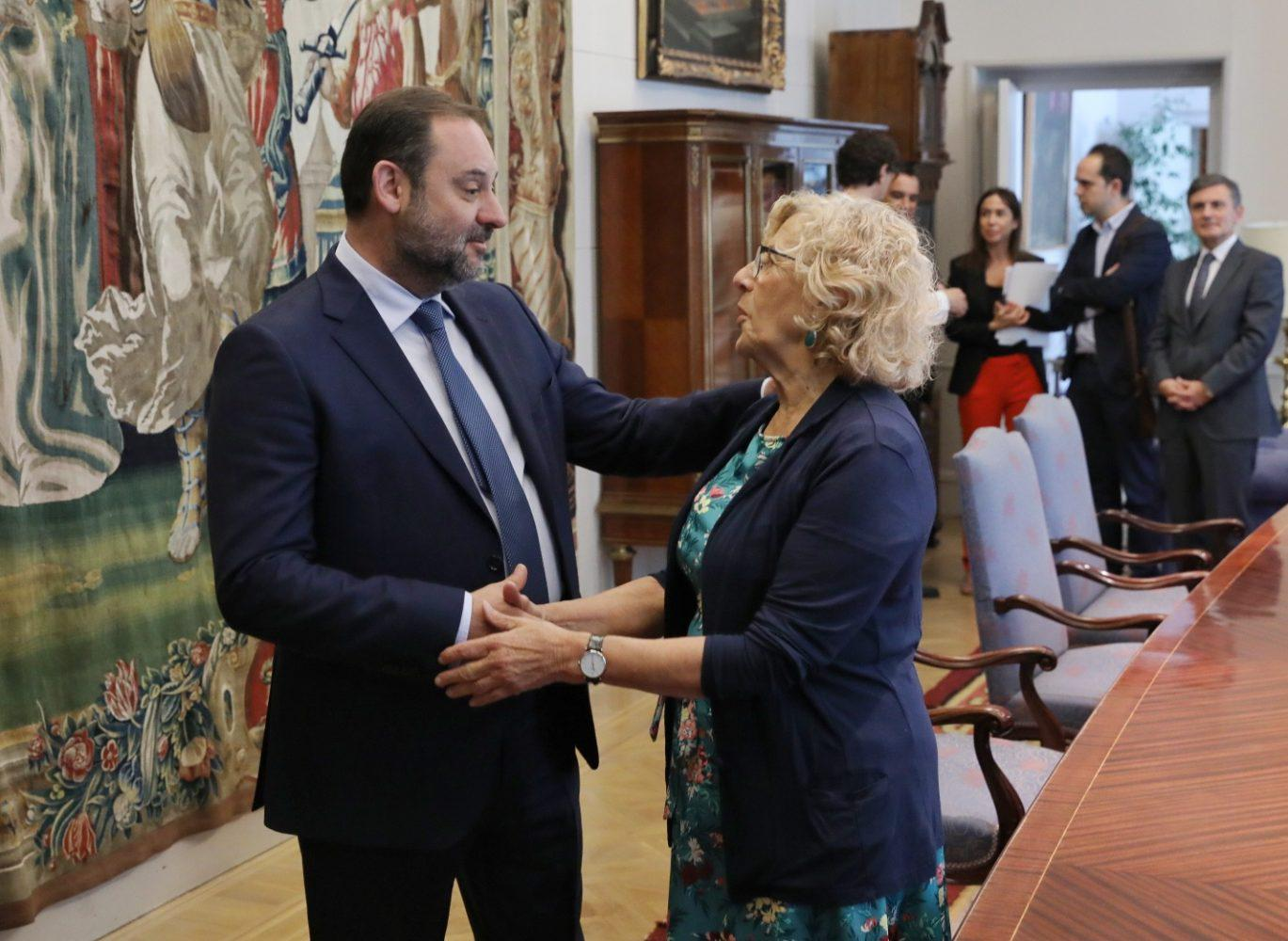
José Luis Ábalos y Manuela Carmena en un reunión en el Ayuntamiento de Madrid en el que se acoge al Plan Estatal de Vivienda 2018-2021

En 2019, el Gobierno elevó la prórroga de los contratos de alquiler de 3 a 5 años, lo que impide que se puedan aplicar subidas al precio del alquiler durante 5 años, excepto las que queden especificadas en los contratos conforme al índice de precios al consumidor (IPC). Como consecuencia de la invasión rusa de Ucrania de 2022 la inflación se disparó al 10 %, por lo que el Gobierno topó al 2 % el porcentaje máximo que un arrendador podría aplicar en el precio del alquiler al arrendatario.

##### Energía
El Gobierno derogó el llamado «Impuesto al Sol» creado por el gobierno de Mariano Rajoy, del Partido Popular. Teresa Ribera, ministra para la Transición Ecológica, indicó que se busca paliar «el retraso de España en esta materia», ya que «no es lógico» que «un país rico en sol como España cuente con mil instalaciones, frente al millón que tiene Alemania».
El Gobierno aprobó en 2019 el programa MOVES, que promovía incentivos para la compra de vehículos eléctricos, finalizando su primera edición el 31 de diciembre de 2019, aunque luego se extendería con el plan MOVES II.

##### Maniobras conjuntas con el USS Abraham Lincoln
En abril de 2019, el USS Abraham Lincoln comenzó una vuelta al mundo de seis meses de duración a la que se unió como escolta la fragata Méndez Núñez. Dicho viaje debía servir para incrementar la interoperatividad entra ambas Armadas, así como para conmemorar la primera vuelta al mundo de Fernando de Magallanes y Juan Sebastián Elcano. Ante la escalada de tensión con Irán a cuenta de los supuestos ataques del país contra petroleros saudíes, el Ministerio de Defensa ordenó en mayo retirar provisionalmente la fragata del grupo de combate en Oriente Próximo. Estados Unidos se limitó a destacar «la fuerte relación militar» existente entre Estados Unidos y España y trasladó su malestar al gobierno español porque la decisión se comunicó solo por canales militares pero no diplomáticos. Finalmente el gobierno decidió en julio de ese mismo año retirar la fragata de forma definitiva de la operación. La ministra de Defensa, Margarita Robles afirmó que consideraba que el acuerdo con el gobierno americano «se había cumplido» y que el mismo no contemplaba que la fragata «se dirigiera con el grupo de combate a una zona conflictiva del Golfo». Por su parte John Bolton, afirmó que se había adelantado la llegada al golfo Pérsico para «enviar un mensaje claro e inequívoco», según fuentes militares dicho destino ya figuraba expresamente en el plan de navegación como una de las posibles zonas de operaciones, y desde el Pentágono se mostraron «decepcionados con la decisión de España de retirar permanentemente la fragata».
Fuentes diplomáticas afirmaron que dicha decisión podría influir negativamente en un contrato con EE. UU. de 20 fragatas al que concurría Navantia, junto con General Dynamics Bath Iron Works bajo el nombre de FFG(x), con un presupuesto que ascendía a 16 400 millones de euros y que se fallaba un año después. Finalmente el contrato se adjudicó en mayo de 2020 a Fincantieri por un importe de 5000 millones de euros.
En junio de 2021, Navantia volvió a perder un contrato para construir fragatas para Grecia al quedar excluida, a pesar de la intermediación de Pedro Sánchez, del concurso de adjudicación. La prensa especializada griega achacó la decisión a la falta de apoyo del gobierno español frente a Turquía en el conflicto que tuvo lugar en el mar Egeo un año antes.

##### Educación
El 29 de diciembre de 2020, el Gobierno promulga la LOMLOE, que establece un aprendizaje por competencias, evaluación continua, formativa y global, que valore tanto el progreso académico como el desarrollo personal y social del alumnado. La decisión de promoción la adopta el equipo docente con mayoría simple, priorizando si el alumno ha alcanzado las competencias necesarias, limitando las repeticiones a una vez por etapa y con máximo dos veces en ESO. En primaria se introduce la asignatura obligatoria de Valores Cívicos y Éticos en el tercer ciclo para todo el alumnado. Religión continúa como asignatura de oferta obligatoria, pero deja de contar para la nota media. En ESO, desaparecen los itinerarios diferenciados y se reestablecen programas de diversificación curricular para asegurar el acceso al título de ESO sin segregar tempranamente a los estudiantes. La LOMLOE promueve una educación más inclusiva, integrando alumnado con necesidades educativas especiales en centros ordinarios y dotándolos de recursos adecuados, sin eliminar la red de enseñanza especial. Los centros sostenidos con fondos públicos no pueden segregar por sexo.  La ley no impone el castellano como lengua vehicular, sino que deja que las comunidades autónomas definan la distribución entre castellano y lenguas cooficiales, obligando a garantizar la competencia plena en ambas al finalizar la etapa obligatoria.

##### Adelanto de elecciones
Tras el rechazo recibido en el Congreso de los Diputados a los Presupuestos Generales del Estado de 2019 que tuvo lugar el 13 de febrero de dicho año, Sánchez compareció ante los medios dos días después para anunciar la disolución de las Cortes y convocatoria de elecciones generales para el día 28 de abril de 2019. El PSOE se convirtió en las elecciones del 28 de abril en la fuerza más votada en 15 de las 17 comunidades autónomas, y consiguió una mayoría simple en el Congreso y una mayoría absoluta en el Senado.
En mayo de 2019, Sánchez fue seleccionado junto al primer ministro portugués António Costa como representante de la familia de los Socialistas Europeos para liderar las negociaciones con liberales y populares promovidas por el presidente del Consejo Europeo Donald Tusk, para determinar los altos cargos de las principales instituciones de la Unión Europea tras la renovación marcada por el nuevo ciclo iniciado tras las elecciones al Parlamento Europeo del 26 de mayo de 2019.

##### Investidura fallida y repetición de elecciones
Tras mantener conversaciones con los representantes de los diversos grupos con representación parlamentaria en el nuevo Congreso fruto de las elecciones de abril, Felipe VI propuso formalmente a Sánchez como candidato a la presidencia del Gobierno el 6 de junio de 2019, aceptando este último el encargo de formar gobierno «con honor y responsabilidad». Al no disfrutar el Grupo Parlamentario Socialista de una mayoría absoluta para investir a Sánchez sin apoyos, se llevaron a cabo negociaciones a tal efecto con el resto de fuerzas parlamentarias. Tras no alcanzarse un acuerdo de investidura con Unidas Podemos —el «socio preferente» según Sánchez— ni producirse tampoco la abstención de los grupos parlamentarios Popular o de Ciudadanos, la investidura fue rechazada por el Congreso de los Diputados en la segunda y definitiva votación el 25 de julio, con 124 votos a favor (123 del PSOE y 1 del PRC), 67 abstenciones (42 de Unidas Podemos, 14 de ERC, 6 de PNV, 4 de EH Bildu y 1 de Compromís) y 155 en contra.
El día 30 de septiembre de 2019 se activó lo dispuesto en el artículo 99.5 de la Constitución y el rey disolvió las Cortes para convocar de nuevo elecciones generales, no habiendo logrado ningún otro candidato los apoyos necesarios para ser investido en los dos meses posteriores a la investidura fallida.
Las nuevas elecciones generales se celebraron el día 10 de noviembre. El PSOE fue el partido más votado nuevamente con el 28 % de los votos y 120 escaños (tres menos que en la anterior legislatura), siendo la fuerza más votada en 10 comunidades autónomas. En la cámara alta también fue la fuerza más votada con 92 senadores.

### Segundo Gobierno (2020-2023)

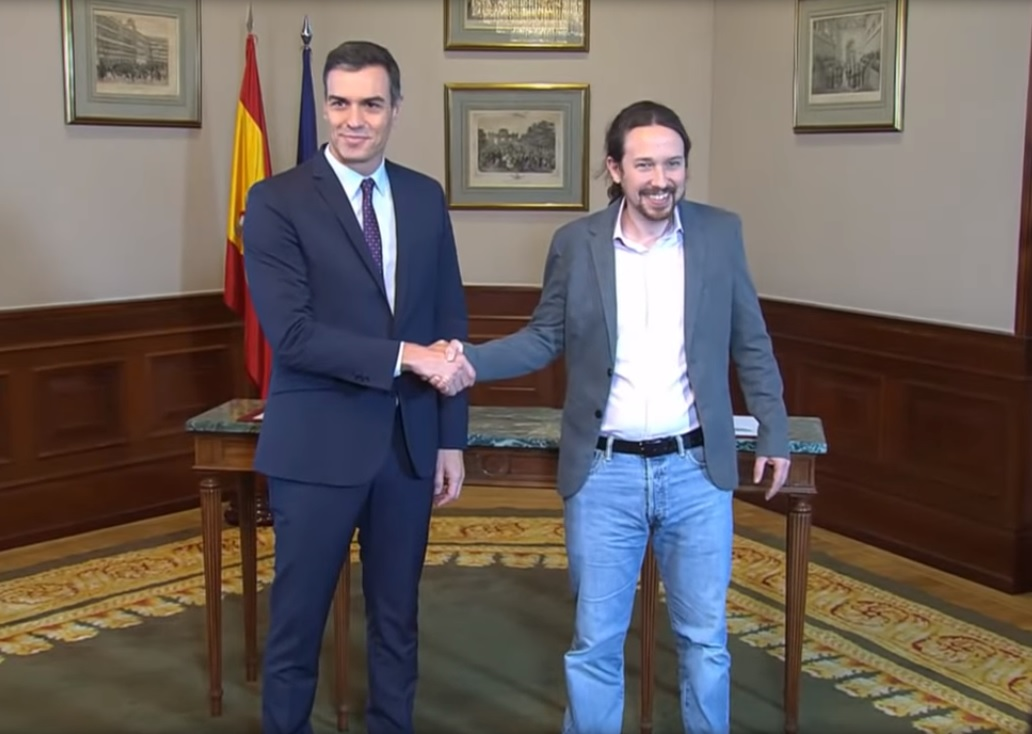
Pedro Sánchez y Pablo Iglesias en la presentación del acuerdo de gobierno el 12 de noviembre de 2019

Tan solo dos días después de los comicios, Pedro Sánchez y Pablo Iglesias comparecieron conjuntamente anunciando un acuerdo entre el PSOE y Unidas Podemos para formar un gobierno de coalición liderado por el candidato socialista. Tras la ronda de consultas con las formaciones políticas, el rey volvió a proponer a Pedro Sánchez como candidato a la presidencia del gobierno.
Tras aceptar el encargo del rey, Sánchez se sometió al debate de investidura, en el que logró ser investido presidente por mayoría simple en segunda ronda. El candidato cosechó 167 votos a favor (PSOE, Unidas Podemos, PNV, Más País-Compromís, Nueva Canarias, BNG y Teruel Existe), 18 abstenciones (ERC y EH Bildu) y 165 votos en contra (PP, Vox, Ciudadanos, Junts per Catalunya, CUP, UPN, Coalición Canaria, Foro Asturias y PRC). Un día después, el 8 de enero de 2020, tuvo lugar el acto de toma de posesión del cargo.
El 12 de enero, Sánchez presentó en rueda de prensa la composición definitiva de su gabinete, formado por 22 ministros — 17 de ellos a propuesta del PSOE y 5 de Unidas Podemos. Carmen Calvo volvió a ostentar el cargo de vicepresidenta primera del gobierno. Junto a ella se crearon otras tres vicepresidencias, ocupadas por Pablo Iglesias (segunda), Nadia Calviño (tercera) y Teresa Ribera (cuarta).

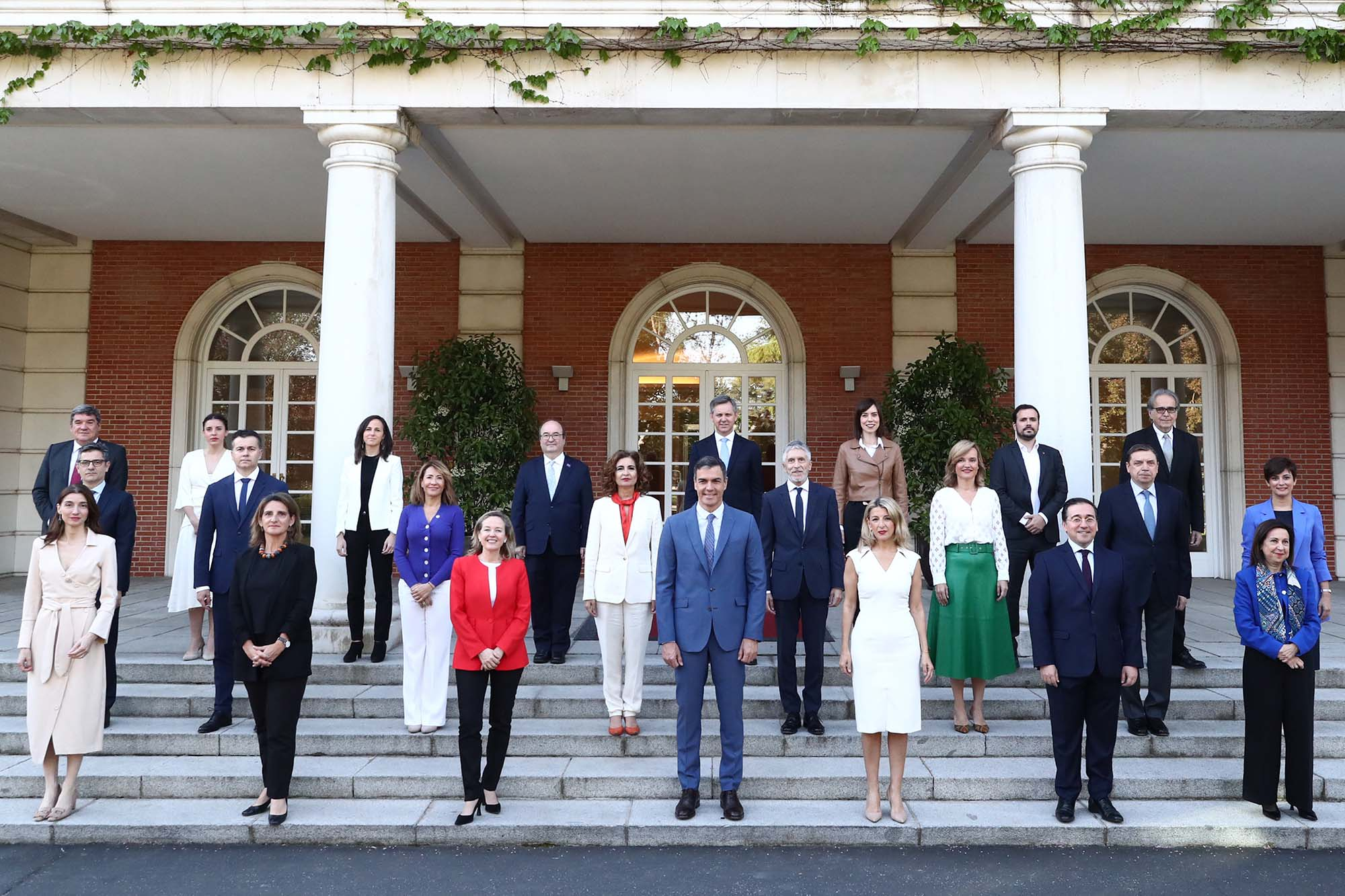
El gabinete a 25 de abril de 2023 fuera de la Moncloa

Tras la publicación de sus nombramientos en el BOE, los ministros prometieron su cargo en el Palacio de La Zarzuela, constituyendo el primer gobierno de coalición de la historia democrática moderna española. Se trata del segundo gabinete más grande de la democracia, tras el tercer gobierno de Adolfo Suárez, y el segundo de la democracia en ser totalmente paritario, tras el segundo gobierno de José Luis Rodríguez Zapatero.

##### Plan de Recuperación, Transformación y Resiliencia
Con España metida de lleno en la crisis de la pandemia de COVID-19 y sufriendo ya las consecuencias econónicas derivadas, Pedro Sánchez reclamó ante el Consejo Europeo la creación de un «Plan Marshall» europeo para la «reconstrucción» de la economía tras los efectos devastadores de la pandemia en las cuentas de los país europeos, lo que conllevaría la creación de eurobonos, también llamados coronabonos, para la emisión de deuda conjunta por parte de todos los países de la Unión Europea para ayudar en la recuperación económica del conjunto de los países, cosa que nunca antes se había hecho ante las importantes reticencias de países como Alemania, cosa que países como España, Francia, Italia, Grecia, Portugal, Irlanda, Luxemburgo y Eslovenia veían con buenos, pero Alemania, Países Bajos, Austria y Finlandia rechazaban. Finalmente, a pesar de las reticencias iniciales, se crearon los fondos Next Generation EU. A España se le asignaron 140 000 millones, 72 700 en transferencias directas, el resto en créditos.

##### Energía
En 2020, se lanzó el programa MOVES II, que extendió las ayudas para la compra de vehículos eléctricos a particulares sin actividad económica, con vigencia hasta 2023.
En octubre de 2021 el Gobierno recortó los llamados «beneficios caídos del cielo» de las compañías eléctricas, para atenuar la subida del precio de la factura de la luz, ocasionada por la subida histórica de los precios del gas en toda Europa. Estos beneficios hacen referencia a lo que ganan las compañías como consecuencia de cobrar todas las fuentes de energía eléctrica al precio de la más cara. Así, la energía eólica e hidráulica, energías baratas, se cobran al precio de la más cara, en 2021 fue el gas, marcando subidas históricas. La patronal del sector de la energía nuclear respondió amenazando con el cierre anticipado de las centrales nucleares del país. El decreto para realizar el recorte fue aprobado en el Congreso de los Diputados el 15 de octubre de 2021. PNV, Junts y PDeCAT se abstuvieron. PP, Vox y Ciudadanos votaron en contra.
En este contexto, el Gobierno bajó el impuesto al valor añadido (IVA) aplicado a la factura de la luz, de forma temporal, desde julio de 2021, del 21 % al 10 %, y el impuesto eléctrico, desde septiembre de 2021, del 5.1127 % al 0.50 %. También desde septiembre de 2021 suprimió el impuesto sobre el valor de la producción de energía eléctrica (IVPEE) de forma temporal. En junio de 2022, aplicó una nueva bajada del IVA aplicado a la luz, del 10 % al 5 %.
En otoño de 2021, el Gobierno propuso a la Unión Europea reformular el sistema mayorista de fijación de precios. Tras las reticencias de varios países a reformarlo, el gobierno de España pidió poder regular el precio de forma diferenciada. Finalmente, en marzo de 2022, y como consecuencia de la invasión rusa de Ucrania, que disparó aún más la brecha de los precios del gas con respecto a otras fuentes, la Unión Europea aceptó modificar de forma temporal los precios únicamente en España y Portugal, debido a su menor dependencia del gas y mayor implantación de las energías renovables con respecto a otros países. La Comisión Europea dio el visto bueno a la modificación pactada el 8 de junio de 2022, entrando en vigor en España el 15 de junio, con una duración de un año y unas condiciones distintas a las planteadas inicialmente por el Gobierno a la Comisión Europea, especialmente en relación con la financiación de la medida, pues el Gobierno pretendía simplemente que el gas no definiese el precio de las demás energías, reduciendo sobremanera los «beneficios caídos del cielo». Finalmente, además de reducir estos beneficios, se impone un tope al precio del gas en lugar de desvincularlo del de las demás fuentes, fijándose en 40 €/MWh durante 6 meses, para incrementar desde entonces 5 €/MWh por mes hasta acabar en 70 €/MWh, lo que se deberá reembolsar a las eléctricas a través de la venta de energía a Francia y a las comercializadoras del mercado libre, que podrían subir el precio a los clientes. La presidenta de la Comisión Europea, Ursula von der Leyen, se mostró entonces a favor de la reforma del mercado.
Ante la también subida de precios de los carburantes, el Gobierno aplicó 20 céntimos de descuento por litro a todos los usuarios. Ante las críticas de que esta medida beneficiaría sobre todo a las clases altas, se anunció la gratuidad de los ferrocarriles de Cercanías y Media Distancia y un descuento del 30 % para redes de metro, tranvías y autobuses locales desde septiembre hasta diciembre de 2022, que se prorrogó durante todo 2023 con la condición de que la comunidad autónoma lo ampliase al 50 %.

##### Trabajo

###### Despido por baja médica
Una de las primeras medidas de Yolanda Díaz al frente del Ministerio de Trabajo y Economía Social, en febrero de 2020, fue la eliminación del artículo 52 d del Estatuto de los Trabajadores, que permitía el despido de un trabajador por la acumulación de bajas médicas de forma intermitente, aunque estas estuvieran justificadas.
El Gobierno aprobó en 2022 la ley 15/2022, de 12 de julio, integral para la igualdad de trato y la no discriminación, establece que nadie puede ser discriminado por razón de enfermedad o incapacidad temporal, lo que, en la práctica, dificulta, por ejemplo, el despido de un trabajador por estar de baja médica.

###### «Ley Rider»
El Gobierno también aprobó el 28 de septiembre de 2021 la conocida como «Ley Rider» para hacer frente al modelo de «falsos autónomos» que plataformas como Deliveroo, Uber Eats y Glovo utilizaban para dar empleo a los repartidores de comida a domicilio, por lo que esta ley les obliga a contratarlos con un seguro de accidentes y de responsabilidad civil. Como consecuencia de esta ley, Deliveroo anunció la salida del mercado español y se aprobó una ley similar en el seno de la Unión Europea. En diciembre de 2024, Glovo anunció el abandono definitivo de su modelo de «falsos autónomos» un día antes de que su CEO, Oscar Pierre, declarase en un proceso penal abierto contra la empresa, acusada, por este motivo, de un delito contra los derechos de los trabajadores. El Ministerio de Trabajo estimaba que la empresa debía 267 millones de euros en cotizaciones impagadas a la Seguridad Social.

###### Reforma laboral de 2022

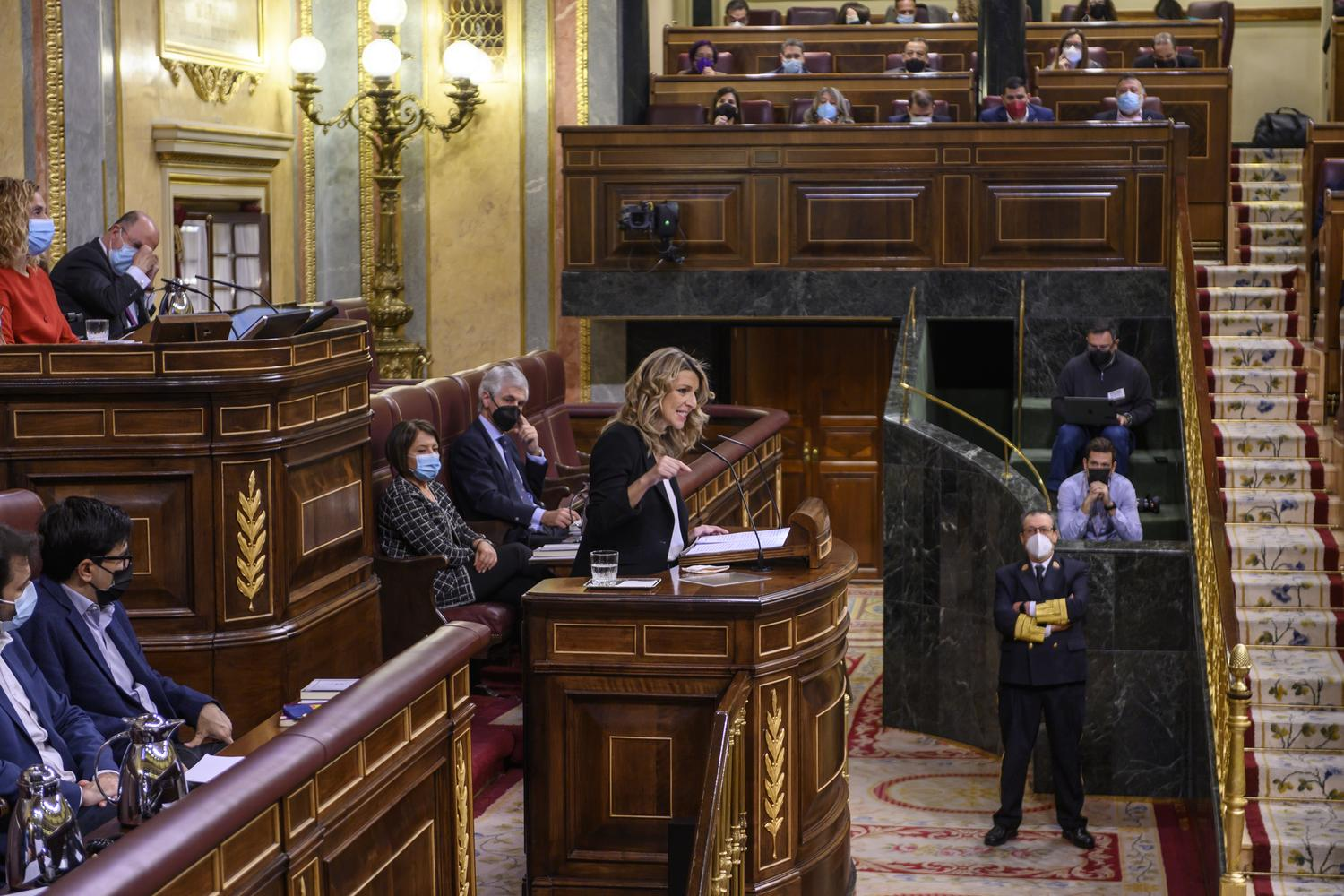
Yolanda Díaz interviene en el congreso durante el debate de la reforma laboral

La reforma laboral de 2022, liderada por la ministra Yolanda Díaz, de Podemos-IU, fue pactada con la Confederación Española de Organizaciones Empresariales (CEOE) y los principales sindicatos. No deroga la anterior reforma laboral del gobierno de Mariano Rajoy, del Partido Popular, solo la modifica, y no toca las indemnizaciones por despido. Busca principalmente reducir la temporalidad y la tasa de desempleo. El cambio más importante que provoca el mercado laboral es que se reducen el número de tipos de contratos. Todos los contratos pasan a considerarse indefinidos y solo se habilitan dos contratos temporales, el de circunstancias de la producción, para determinados sectores o circunstancias especiales concretas, y por sustitución. El contrato fijo-discontinuo queda únicamente orientado a tareas de carácter estacional, como la hostelería.
Autónomos
El Gobierno, sindicatos, principales organizaciones de autónomos y la CEOE pactaron cambiar el sistema de cotización de los trabajadores autónomos para que coticen por sus ingresos netos, la diferencia entre ganancias y costes, es decir, sus ingresos reales. Cuenta con 15 tramos de cotización, agrupando a los autónomos según la cuantía de sus ingresos, cuanto más ganen, más cotizan, y viceversa, con una cuota mínima de 230 €. Se podrán cambiar de tramo cada 2 meses, con un máximo de 6 cambios por año. Se mantiene una cuota reducida para las personas que se hagan autónomos por primera vez, de 80 € durante 12 meses. El nuevo sistema incluye además el derecho a cobrar el paro por cese de actividad.
ERTE
El artículo 47 del Estatuto de los Trabajadores consolida la fórmula de los ERTE como mecanismo de ayuda a empresas en dificultades económicas en momentos de crisis. Esto surgió en 2020, tras el estallido de la pandemia de COVID-19 en España, como fórmula de preservación del empleo de millones de trabajadores, que de un día para otro vieron cómo se paraba la actividad económica por causa de fuerza mayor. Una de cada cinco empresas, unas 517 000 empresas del registro mercantil, recurrió a este sistema, especialmente las dedicadas a la hostelería (54,7 %), las actividades artísticas (36,1 %) y las sanitarias (35,3 %). La reforma laboral consolida como esta fórmula como mecanismo de carácter estructural que permita responder a «shocks económicos». Este mecanismo se volvió a activar tras las inundaciones de la DANA de 2024.

###### Subidas del salario mínimo
En 2020, el Gobierno de Sánchez, con Yolanda Díaz como ministra de Trabajo, elevó el salario mínimo desde los 900 € a los 950 € brutos mensuales en 14 pagas. En 2021, desde los 950 € a los 965 €. En 2022, desde los 965 € a los 1000 €. En 2023, desde los 1000 a los 1080 €. La subida de 2020 tuvo la firma de los empresarios, las de 2021, 2022 y 2023 no.

###### Seguridad de los trabajadores
El Gobierno de Sánchez, con Yolanda Díaz al frente del Ministerio de Trabajo y Economía Social, reformó el Real Decreto 486/1997, de 14 de abril, «por el que se establecen las disposiciones mínimas de seguridad y salud en los lugares de trabajo estableciendo la obligación concreta de prever medidas adecuadas frente a riesgos relacionados con fenómenos meteorológicos adversos, incluida la prohibición de desarrollar determinadas tareas durante las horas del día en las que estos concurran, resultando obligatoria la adaptación de las condiciones de trabajo, incluida la reducción o modificación de las horas de desarrollo de la jornada prevista cuando la Agencia Estatal de Meteorología o, en su caso, el órgano autonómico correspondiente en el caso de las comunidades autónomas que cuenten con dicho servicio, emita aviso de fenómenos de nivel naranja o rojo y las medidas preventivas anteriores no garanticen la protección de las personas trabajadoras».

###### Trabajo doméstico
Tras la sentencia del Tribunal de Justicia de la Unión Europea (TJUE), del 24 de febrero de 2022, que consideró que se discriminaba a los trabajadores del hogar por ser el único sector que no tenía derecho al paro, el Ministerio de Trabajo y Economía Social comandado por Yolanda Díaz aprobó el 2 de marzo de 2022 este derecho y la ratificación del convenio 189 de la Organización Internacional del Trabajo (OIT), que reconoce la equiparación de la protección social de este colectivo de trabajadores con el resto de asalariados, siendo ratificado en el Congreso de los Diputados el 9 de junio de 2022, en una histórica votación en la que todos los partidos políticos votaron a favor. 
Asimismo, desde el 1 de enero de 2023, con la entrada en vigor del Real Decreto-ley 16/2022, entre las reformadas llevadas a cabo, el Gobierno eliminó la figura del «desistimiento», una modalidad de despido sin causa que permitía a los empleadores prescindir de las trabajadoras del hogar con una indemnización reducida de 12 días por año trabajado. Esta práctica fue considerada discriminatoria, ya que no exigía justificación y otorgaba menos protección que la ofrecida a otros trabajadores. Con la reforma, las empleadas del hogar pasaron a tener derecho a una indemnización de 33 días por año trabajado en casos de despido improcedente, equiparándose así al resto de trabajadores.
 También se eliminó la posibilidad de que los empleados del hogar que trabajen menos de 60 horas mensuales por empleador asuman por sí mismos las obligaciones de alta y cotización en la Seguridad Social. A partir de esa fecha, la responsabilidad de tramitar el alta y realizar las cotizaciones recae exclusivamente en el empleador, sin importar la duración o la cantidad de horas trabajadas. No cumplir con esta obligación puede acarrear sanciones significativas. La Tesorería General de la Seguridad Social puede dar de alta de oficio al trabajador y exigir el pago de las cuotas adeudadas desde el inicio de la actividad. Además, la Inspección de Trabajo y Seguridad Social puede imponer multas por infracción grave, que varían entre 3750 y 12 000 euros, dependiendo de la gravedad del incumplimiento.

###### Agencia Española de Empleo
La Ley 3/2023, de 28 de febrero, de Empleo, regula la conversión del Servicio Público de Empleo Estatal (SEPE) en la Agencia Española de Empleo, como parte de la estructura del nuevo Sistema Nacional de Empleo y anticipa la creación de un gran portal público estatal de empleo, una suerte de «InfoJobs estatal», mediante el Sistema Público Integrado de Información de los Servicios de Empleo, que contará con los datos de todas las ofertas de empleo que existan en todo el territorio nacional, pues las empresas tendrán la obligación de comunicar a este portal todos los puestos vacantes que tengan. La operatividad efectiva —es decir, la plataforma, los procedimientos, el acceso obligatorio— aún está pendiente de desarrollo reglamentario.

###### Becarios
El 28 de junio de 2023, el Gobierno hizo obligatoria para 2024 la inclusión de los alumnos que realizan prácticas formativas o académicas en el sistema de la Seguridad Social. De esta manera, las empresas tienen que dar de alta a los becarios, independientemente de si hacen prácticas remuneradas o no, para que su periodo de prácticas compute como cotizado para sus pensiones.

##### Impuestos
Para hacer frente a los efectos de la guerra de Ucrania y la inflación en la economía doméstica, el Gobierno anunció en diciembre de 2022 la rebaja del IVA en alimentos frescos o de primera necesidad, que pasan del 4 % al 0 % y del 10 % al 5 %, según el tipo de alimento básico. Asimismo, a partir de 2023, se eleva hasta 15 000 euros la cantidad percibida por la que se empieza a pagar el IRPF, antes era de 14 000 euros, y hasta 21 000 la cantidad percibida por la que se tiene derecho a una reducción del IRPF, antes era de 18 000 euros. También se rebaja del 25 % al 23 % el impuesto sobre sociedades a las empresas que facturen menos de un millón de euros. En varios años y distintos tramos, el Gobierno redujo el Impuesto al valor agregado (IVA) del 21 % al 5 % y el impuesto eléctrico del 5.1127 % al 0.50 % aplicados a la factura de la electricidad.
El gobierno de Pedro Sánchez impuso un impuesto especial temporal a empresas eléctricas, gasísticas y petrolíferas. También otro a los bancos, con el que espera recaudar, entre ambos, 7000 millones en dos años, para reducir los efectos ocasionados por la inflación en los ciudadanos. En diciembre de 2021 se aprobó el Impuesto Temporal de Solidaridad de las Grandes Fortunas para gravar con una cuota adicional los patrimonios netos de las personas físicas de cuantía superior a 3 millones de euros y que será solo cobrado en 2023 y 2024. Así mismo, se dieron dos ayudas de 200 € para las personas con menor nivel de ingresos en 2022.

##### Autopistas
Desde junio de 2018 se han terminado las concesiones públicas de varias autopistas de peaje, que el gobierno presidido por Pedro Sánchez ha decidido incorporar a la red pública gratuita: la AP-1 entre Burgos y Armiñón (noviembre de 2018), el tramo de la AP-7 entre Alicante y Tarragona (enero de 2020), el de la AP-4 entre Sevilla y Cádiz (también en enero de 2020), el de la AP-2 entre Zaragoza y El Vendrell (agosto de 2021) y otro de la AP-7 entre Tarragona y La Junquera (agosto de 2021). Para financiar el creciente gasto de conservación de carreteras del Estado, antes ya deficitario, el gobierno prometió a la Unión Europea aplicar un peaje público en la red principal de autovías públicas antes de 2024 para contener el gasto en este asunto.

##### Cultura
El Gobierno puso en marcha en julio de 2022 el llamado «bono joven cultural», una ayuda de 400 euros para que los jóvenes de 18 años puedan gastar en el sector cultural, muy castigado durante la pandemia de COVID-19, a la vez que se fomenta el descubrimiento y el acceso a diversas expresiones culturales. 200 euros se pueden gastar en artes escénicas, música en directo, cine, museos, bibliotecas, exposiciones y festivales escénicos, literarios, musicales o audiovisuales. 100 euros para productos culturales en soporte físico. 100 euros para consumo digital o en línea: suscripciones y alquileres a plataformas.

##### Vivienda
El Gobierno creó en 2022 un «bono alquiler joven» de 250 € como ayuda al alquiler para los jóvenes de entre 18 y 35 años que reúnan una serie de requisitos, así como el Plan Estatal para el acceso a la vivienda 2022-2025, que contempla otras ayudas para facilitar el acceso a la vivienda, muchas sin límite de edad, como subvenciones de hasta el 50 % o 100 % del alquiler para personas con bajos ingresos o en situación de vulnerabilidad, incentivos para el alquiler en zonas rurales o despobladas, apoyos a propietarios que ofrezcan viviendas sociales o que sufran impagos, y subvenciones de hasta 50 000 euros para entidades que promuevan modelos de vivienda compartida o asequible.
La primera ley de Vivienda de la democracia fue aprobada el 14 de abril de 2023 en el Congreso de los Diputados tras intensas negociaciones de año y medio entre el PSOE y Unidas Podemos. Entre las novedades que introduce en el sistema jurídico es que los honorarios inmobiliarios deben correr a cargo del casero, se elimina el IPC como índice de referencia para actualizar contratos (tope del 3 % a las subidas en 2024) y rebaja el concepto de gran propietario de 5 inmuebles. Asimismo, impone un tope al alquiler en zonas tensionadas. Los topes los aplicarían las administraciones locales tras declarar una determinada área como zona tensionada.
Pablo Casado, del Partido Popular, líder de la oposición, anunció que recurriría la ley y que no aplicaría estas medidas en las comunidades autónomas y ayuntamientos donde gobernase su partido, criticándola por intervencionista, diciendo que crearía inseguridad jurídica y perjudicaría al mercado del alquiler. Asimismo, indicó que «Si tienes un trabajo y una nómina, puedes acceder a un alquiler», lo que generó polémica en redes sociales.
La vicepresidenta del gobierno, Yolanda Díaz, de Podemos, contestó a Pablo Casado indicando que «lo único que demuestra es que desconoce completamente el mercado laboral y la estructura salarial en España» y asegurando que «debería de conocer que, hoy, accediendo a un puesto de trabajo y ganando 1000 euros, en una ciudad como Madrid, Barcelona, Vigo o la que ustedes quieran, no son capaces de acceder a una vivienda digna».

##### Política penal y seguridad ciudadana
El Gobierno aprobó una modificación del Código Penal para que se puedan castigar con penas de prisión de seis a dieciocho meses los pequeños hurtos, de menos de 400 €, si el ladrón es reincidente condenado al menos en tres ocasiones. Hasta entonces solo se podían castigar con una multa.

###### Ley del solo sí es sí

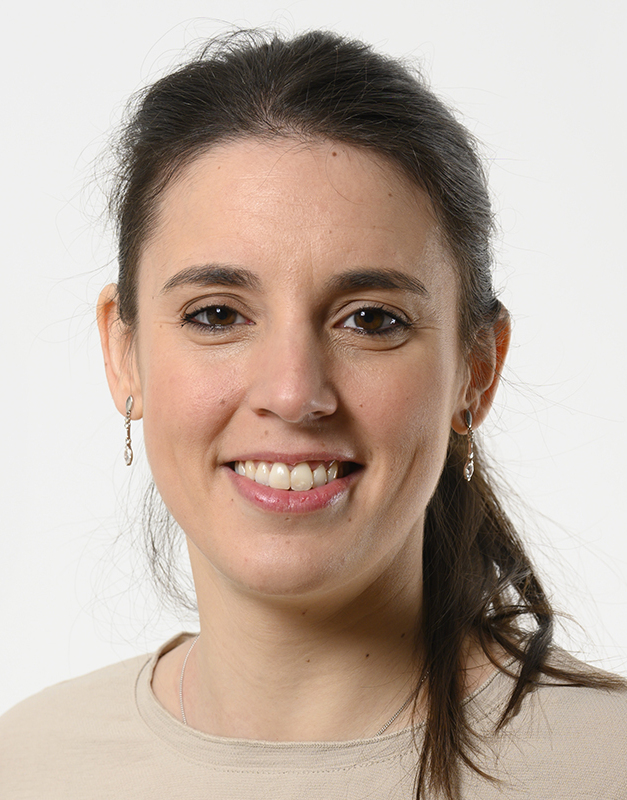
Irene Montero, Ministra de Igualdad del segundo gobierno de Pedro Sánchez

La reforma del código penal surge de casos de violaciones mediáticas como el de La Manada, en el que el juzgado podría interpretar que sin violencia y sin intimidación, la violación podría considerarse solo como un abuso y no una violación en sí. Esto cambia con la reforma. La ley conllevó como efecto indeseado la rebaja de penas de cientos de condenados por delitos sexuales, lo que acarreó numerosas críticas y desató cierta división en el gobierno de coalición, entre el PSOE y Podemos. Para evitar la rebaja de penas el PSOE se alió con el PP para introducir una reforma, con el voto en contra de Podemos.

##### Consumo y medio ambiente
En la ley de Residuos y Suelos Contaminados para una Economía Circular, se incluye la obligatoriedad, para los establecimientos de hostelería, ofrecer la posibilidad de consumo de agua del grifo de manera gratuita a clientes o usuarios de sus servicios para reducir el consumo de envases.
También, conforme a esta ley, se prohíbe la fabricación y venta de productos, con plástico, de un solo uso, como cubiertos (tenedores, cuchillos, cucharas, palillos), platos, pajitas, bastoncillos de algodón, agitadores de bebidas, palitos destinados a sujetar globos, vasos y recipientes para alimentos.
Según la nueva redacción de la ley general para la Defensa de los Consumidores y Usuarios, los productos nuevos, comprados a partir del 1 de enero de 2022, deberán contar con al menos 3 años de garantía. Los productos de segunda mano deberán contar con al menos 1 año de garantía.
La ley de Prevención de las Pérdidas y el Desperdicio Alimentario obliga a las empresas de alimentación a contar con un plan de prevención para minimizar el desperdicio de alimentos, como rebajar su precio unos días antes de la fecha de caducidad.
La ley de Atención al Cliente limita a 3 minutos el tiempo máximo que las empresas pueden dejar en espera a un cliente en su servicio de atención telefónica, impidiendo así a las empresas a dejar a los clientes en esperas prolongadas. Además, la atención debe ser personalizada, realizada por una persona, y no una locución, si el cliente así lo solicita.

##### Eutanasia
El Gobierno legalizó la eutanasia el 25 de junio de 2021, cuando entró en vigor la Ley Orgánica de Regulación de la Eutanasia, convirtiendo a España en el séptimo país del mundo en legalizarla. Detalla quién, cuándo y bajo qué requisitos podrá acogerse a este derecho. Entre otras cosas, el individuo debe sufrir una enfermedad grave, incurable, crónica o invalidante, certificada por el médico responsable y prestar consentimiento informado previamente a recibir la prestación de ayuda para morir mediante dos solicitudes escritas.

##### Pensiones
En 2021, el gobierno de Pedro Sánchez, aprobó un aumento de las pensiones de 0,9 % para las pensiones contributivas y de 1,8 % para las no contributivas. En 2023 blinda la revalorización de las pensiones mínimas por encima del IPC y no contributivas hasta 2027, además, añade una subida del 10 %, adicional a la inflación del complemento para reducir la brecha de género. Para poder sufragar la subida se establece un incremento progresivo de las bases máximas y de las pensiones máximas, y se crea una cuota de solidaridad para los salarios más altos que queden por encima de la base máxima.

##### Crisis con Marruecos y Argelia

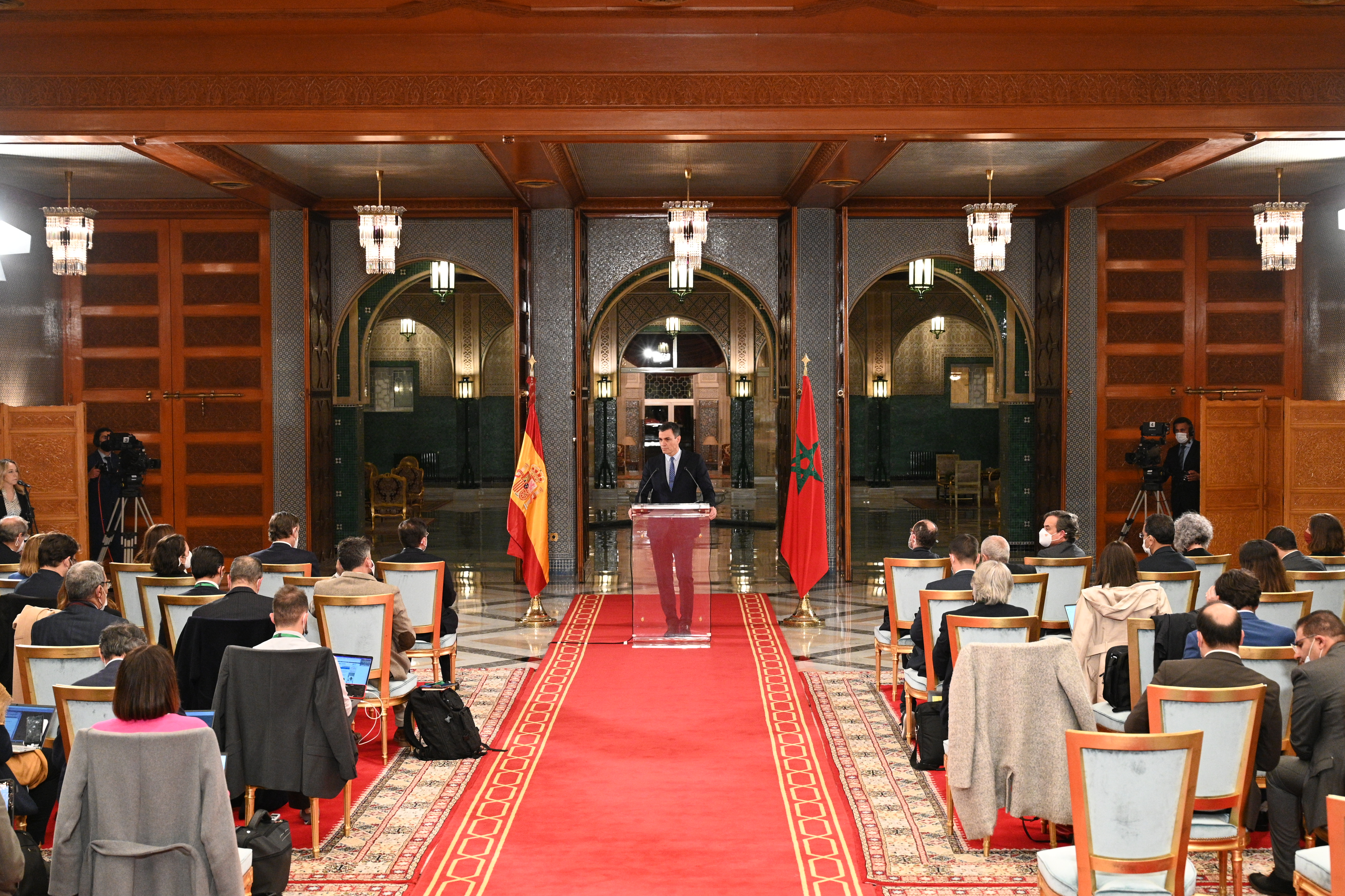
Pedro Sánchez ante los medios en su visita a Marruecos en 2022

El 14 de marzo de 2022 el presidente Sánchez remitió una carta al rey de Marruecos en la que, en relación con el conflicto del Sahara Occidental, afirmaba que la propuesta de autonomía formulada por Marruecos en 2007 era la opción «más seria, creíble y realista» para resolver el conflicto en el Sáhara Occidental. Lo que supone un cambio en la postura histórica que había mantenido España con respecto a la soberanía del Sáhara Occidental. El objetivo era llegar a un acuerdo con Marruecos en el que España reconocía el plan de este país para el Sáhara Occidental a cambio de garantizar la reapertura de las fronteras con Ceuta y Melilla, la persecución de la inmigración ilegal y, según el Gobierno, el reconocimiento y el respeto a la soberanía española en Ceuta y Melilla.
Está toma de partido de España en favor de Marruecos fue ampliamente criticada por Argelia que decidió llamar a consultas a su embajador en Madrid, pocos días después Argel suspendió el Tratado de Amistad, Buena Vecindad y Cooperación con España por su «injustificable postura sobre el Sáhara». Horas más tarde, la asociación bancaria argelina anunció que también bloquearía todas las domiciliaciones bancarias para cualquier tipo de operaciones con España.

##### Ley de Bienestar Animal
El Gobierno aprobó la ley 7/2023, de 28 de marzo, de protección de los derechos y el bienestar de los animales, que castiga el maltrato animal, prohíbe los circos con animales, la comercialización de algunos animales en tiendas de mascotas, tener como animales de compañía animales venenosos, reptiles de más de 2 kg, mamíferos silvestres de más de 5 kg o especies amenazadas, obliga a tener un seguro de resposabilidad civil para tener un perro, que en la mayoría de los casos, se integra en el seguro de hogar, y prohíbe dejar solo a un animal de compañía más de 3 días, 24 horas como máximo en el caso de los perros. La Ley no afecta a las corridas de toros ni a los festejos taurinos.

##### Elecciones anticipadas de 2023

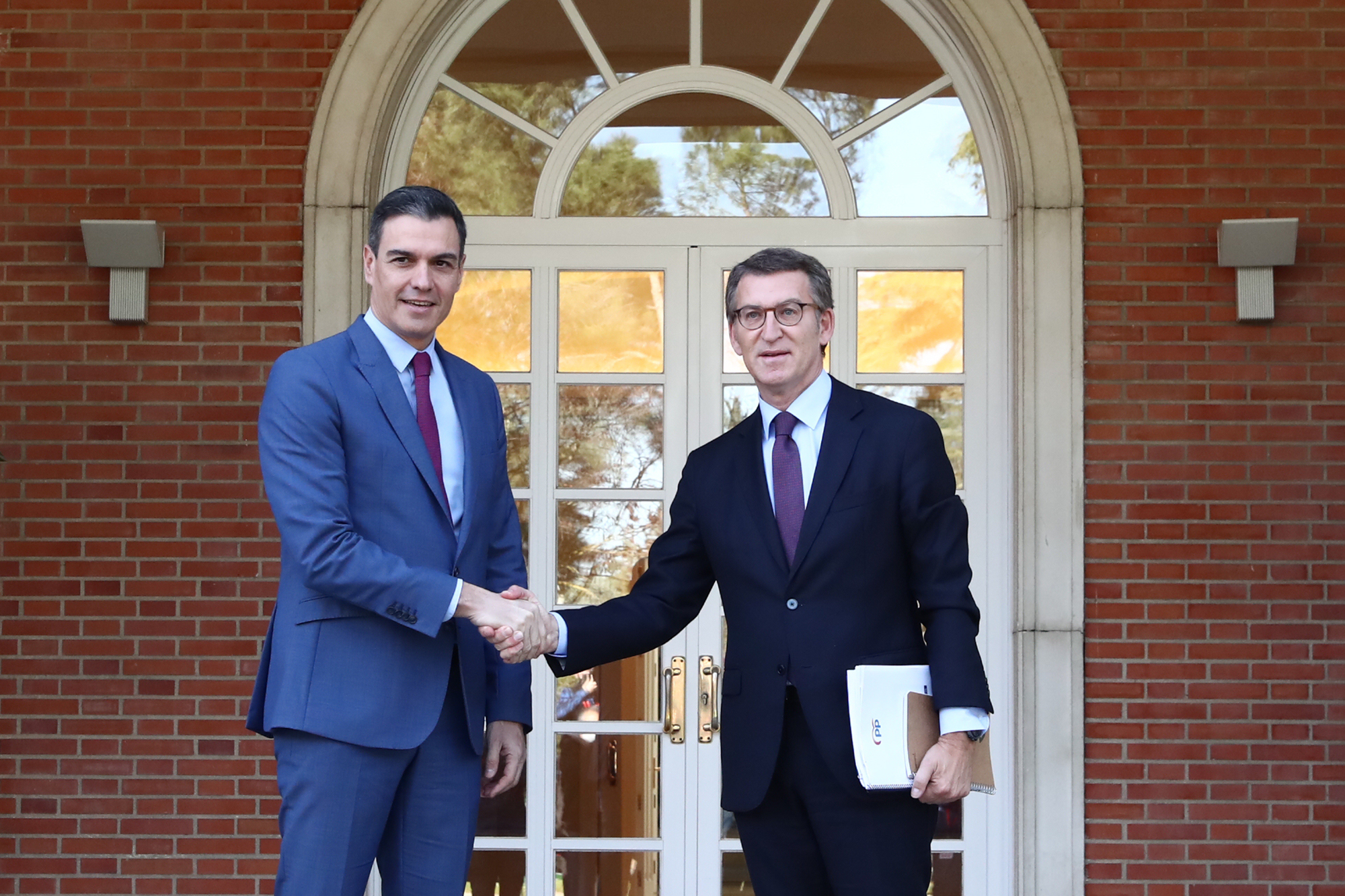
Pedro Sánchez (izq.) recibe al presidente del PP Alberto Núñez Feijóo (der.), su principal rival político, en octubre de 2022

En las elecciones municipales y autonómicas del 28 de mayo de 2023 el Partido Socialista Obrero Español sufrió un retroceso en todo el territorio, perdiendo varias comunidades autónomas y alcaldías frente al Partido Popular de Alberto Núñez Feijoo. Ante los malos resultados, el 29 de mayo Pedro Sánchez hace público su deseo de adelantar las elecciones generales de 2023, previstas para diciembre, al 23 de julio.
Los resultados de las elecciones supusieron la victoria del Partido Popular de Alberto Núñez Feijóo, que consiguió 137 escaños frente a los 121 escaños del PSOE. El PP, sin embargo, no consiguió una mayoría suficiente para gobernar ante el desplome de Vox, que perdió 19 diputados, así como ante el inesperado aguante de los socialistas, que aumentaron su influencia en un escaño y consiguieron sus mejores resultados en relación con el voto desde 2008, ganando en comunidades como País Vasco o Cataluña. Pedro Sánchez se convirtió en el presidente que más creció en votos tras un primer mandato, en concreto, 968 000 votos más que en las elecciones de cuatro años atrás.
El rey Felipe VI acuerda en un primer momento nombrar a Alberto Núñez Feijóo como candidato a la presidencia del Gobierno. Su investidura es rechazada por el Congreso en septiembre de 2023 con 176 votos en contra y 172 a favor. En una nueva ronda de contactos, Felipe VI nombra el 3 de octubre a Sánchez como candidato a la presidencia.
El 24 de octubre Pedro Sánchez compareció con Yolanda Díaz, líder de Sumar, para presentar un pacto de investidura de un modo similar a como lo hizo en noviembre de 2019 con Pablo Iglesias, líder de Unidas Podemos.Se recogían amplias medidas progresistas, destacando la reducción de la jornada laboral.

### Tercer Gobierno (desde 2023)
Tras negociar más apoyos aparte de Sumar, consiguió el voto a favor de los partidos regionales ERC, EH Bildu, PNV, BNG y Coalición Canaria, así como los de Junts per Catalunya, con quien negoció una ley de amnistía que provocó numerosas protestas ciudadanas por el país. Esto le permitió ser reelegido presidente del Gobierno por 179 votos a favor el 16 de noviembre de 2023. En los días posteriores formó su tercer gobierno, segundo en coalición, siendo un gabinete de 22 ministros y 4 vicepresidencias de dos formaciones diferentes: PSOE y Sumar.

##### Crisis diplomática con Israel

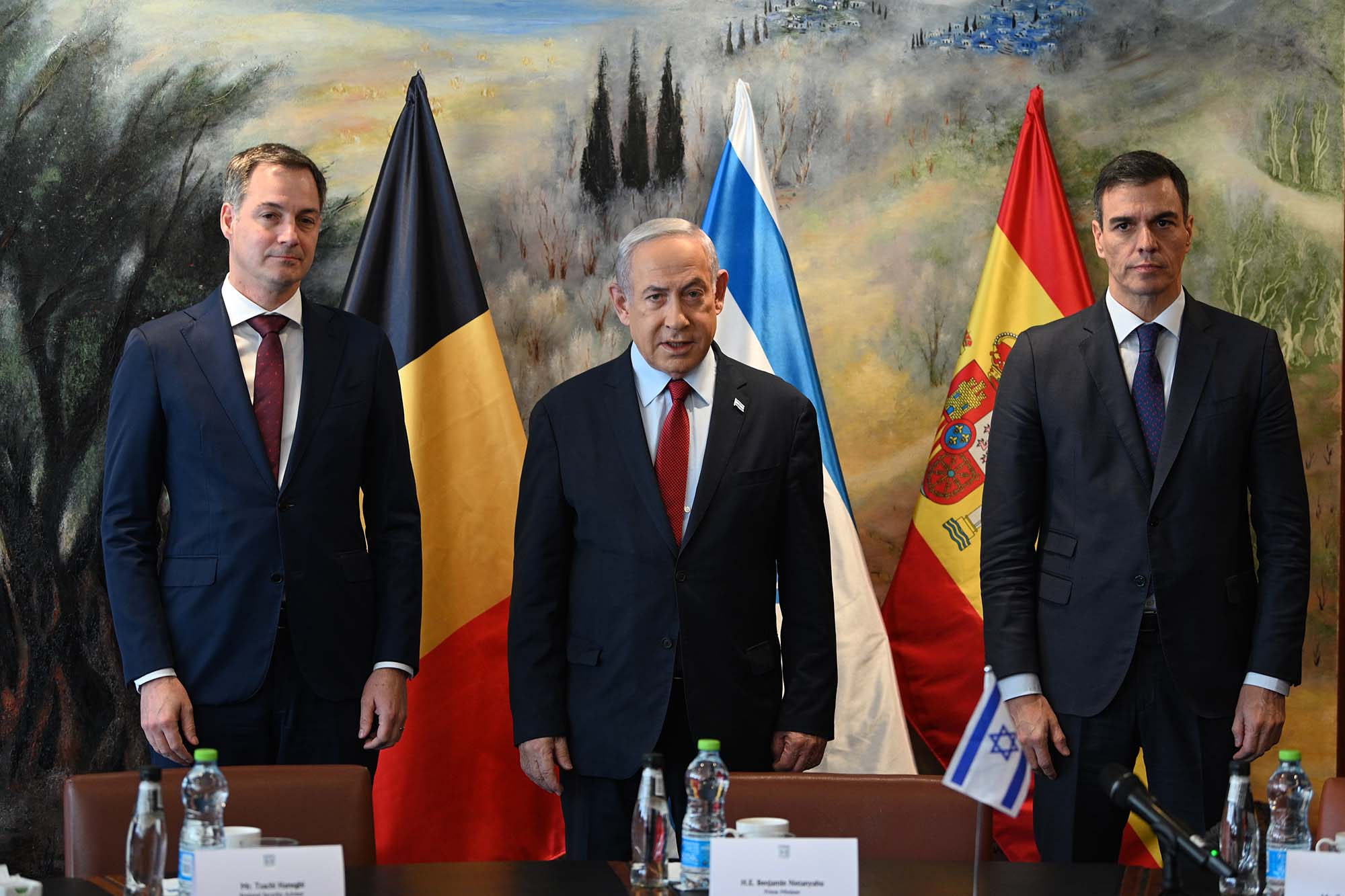
Pedro Sánchez, durante su encuentro, junto al primer ministro belga, Alexander de Croo, con el primer ministro del Estado de Israel, Benjamin Netanyahu, en la Knesset israelí

Su primer gran evento en este nuevo mandato fue una visita oficial al Estado de Israel el 23 de noviembre de 2023, en el delicado contexto de la incursión de Israel sobre Gaza de 2023. Pedro Sánchez condenó los «atentados terroristas» de Hamás contra población civil israelí y mostró su «honda preocupación por la protección de todos los civiles», también los de Gaza, que están sufriendo los bombardeos israelíes. Pidió un «alto al fuego humanitario» y que Israel permita que entre más ayuda en la Franja. Apostó por la propuesta de los dos estados como solución al conflicto y exigió el cese inmediato de la violencia indiscriminada contra la población civil, afirmando asimismo el compromiso permanente de España con la estabilidad regional. Tras la petición de Israel para que dimitiese el Secretario General de la ONU, el portugués António Guterres, el Gobierno mostró su respaldo al máximo representante de la ONU indicando que «está alzando la voz de una mayoría amplia de las sociedades del mundo».
El PSOE se había comprometido junto a Sumar a reconocer al Estado palestino, y así se lo transmitió personalmente al primer ministro israelí Benjamín Netanyahu. Posteriormente declararía: «Tengo francas dudas de que Israel esté cumpliendo con el Derecho Internacional», en referencia a los supuestos crímenes lesa humanidad que habría cometido Israel en Palestina.Como respuesta, Israel retiró a su embajadora de España de manera temporal, desencadenando una crisis diplomática inédita en el contexto de complicidad entre la Unión Europea e Israel.
El reconocimiento oficial del Estado palestino se realizó el 28 de mayo junto con Noruega e Irlanda. Eslovenia lo haría unos días más tarde. Sánchez indicó que la decisión: «no va contra nadie, y menos contra Israel [...] España se sumará a los más de 140 países que ya reconocen a Palestina como Estado. Es una decisión histórica con el único objetivo de contribuir a que israelíes y palestinos alcancen la paz».
El Gobierno impidió en algunas ocasiones la parada, en puertos españoles, de barcos transportando armas hacia Israel. La Comisión Federal Marítima (CFM) del Gobierno de los EE. UU. advirtió de la imposición de multas a España por este motivo y la prohibición de entrada de barcos españoles en puertos estadounidenses.

##### Deuda pública
La deuda pública del conjunto de las administraciones públicas bajó 3,9 puntos en 2023 con respecto a 2022, hasta representar el 107,7 % del PIB español, alejado ya de los picos del 120 % que se alcanzaron durante la pandemia. Sin embargo, el pasivo se mantuvo en máximos absolutos, hasta los 1,57 billones de euros, lo que supuso un crecimiento del 5 %.

##### Judicialización de acciones de su entorno
Desde sectores afines al Gobierno y el propio Pedro Sánchez han argumentado que ha enfrentado un fenómeno conocido como lawfare o «guerra judicial» busca desacreditar al Gobierno y al PSOE en forma de acoso judicial y mediático. En este sentido, por ejemplo, el exjuez Baltasar Garzón se pronunció diciendo que «No habría casos abiertos si no hubieran sido la mujer y el hermano del presidente»: «El objetivo es Pedro Sánchez». Por otro lado, la oposición defiende estas acciones como una vía legítima para garantizar el respeto a la legalidad.

###### Investigación judicial a su mujer

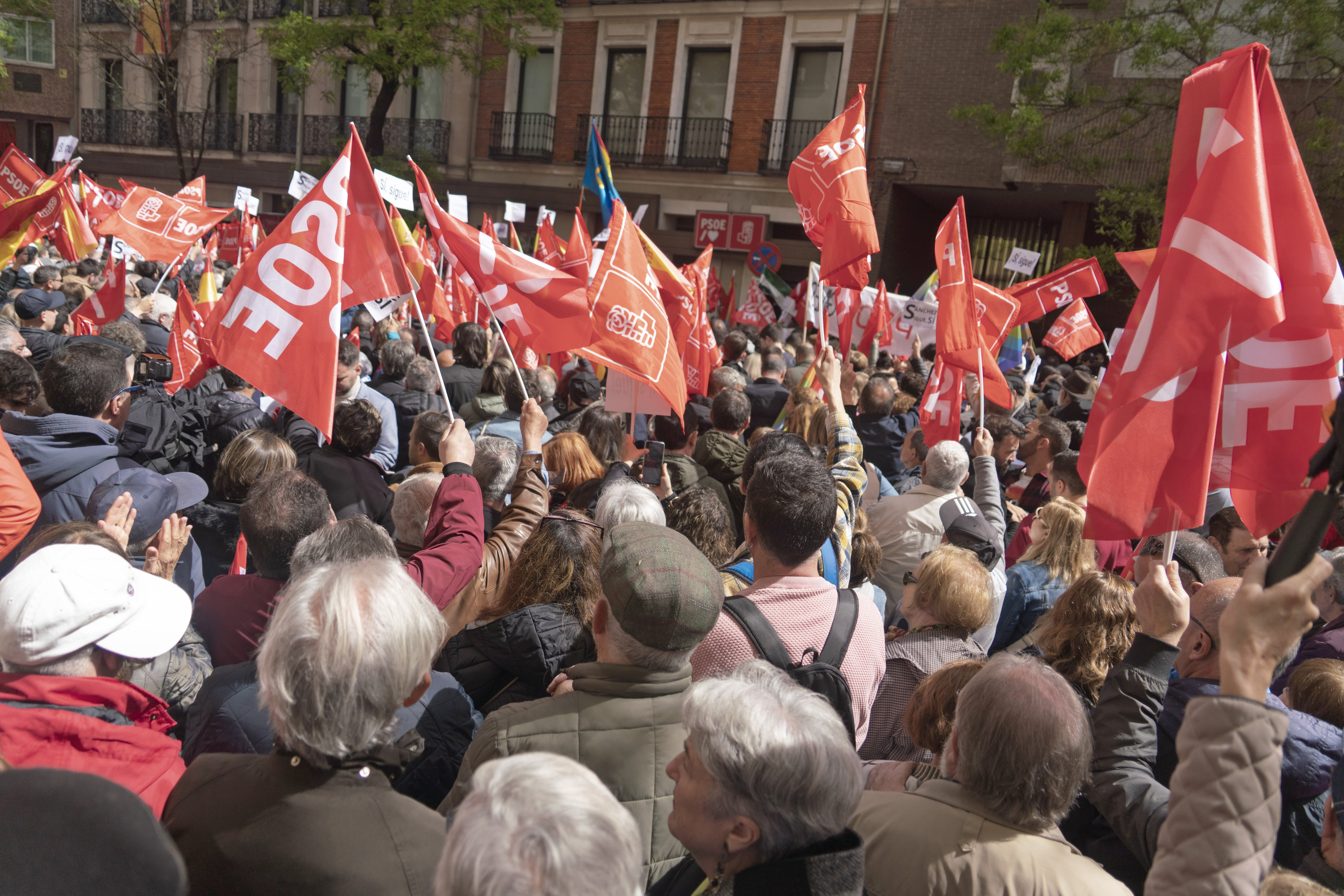
Concentración de apoyo a Pedro Sánchez frente a la sede del PSOE de Madrid. 27 de abril de 2024

El 24 de abril de 2024, el Juzgado de Instrucción número 41 de Madrid abrió una investigación contra su mujer, Begoña Gómez, por presunto tráfico de influencias y corrupción en los negocios como consecuencia de la denuncia ejercida por el sindicato Manos Limpias, ligado a la ultraderecha. Esa tarde, a las 19:09, Sánchez publicaba en su cuenta de X Carta a la ciudadanía, un comunicado en el que expresaba su decisión de suspender su agenda pública durante cinco días para reflexionar sobre si merecía la pena seguir al frente del Gobierno.
El sábado siguiente, 27 de abril, durante la celebración del comité federal del PSOE, dirigentes y simpatizantes del partido se movilizaron frente a la sede nacional del partido para apoyar al presidente y pedir que no dimitiera. En una conferencia de prensa el lunes 29 de abril, anunció su intención de continuar en el gobierno.
Posteriormente, el 4 de junio, el mismo juzgado citó a Begoña Gómez para declarar como imputada el día 5 de julio. Pedro Sánchez publicó a continuación una Nueva carta a la ciudadanía en su cuenta de X, en la que se acusó a los líderes de la oposición Alberto Núñez Feijóo y Santiago Abascal de tratar de influir en el resultado de las elecciones al Parlamento Europeo del 9 de junio usando la situación de su esposa contra él.
El 15 de julio de 2024 testificó Juan Carlos Barrabés, indicando que se había reunido hasta en ocho ocasiones con Begoña Gómez en el Palacio de la Moncloa, y que al menos en dos ocasiones estuvo presente el presidente.
El 22 de julio, el juez citó para declarar como testigo al presidente Pedro Sánchez quien, según el artículo 416 de la Ley de Enjuiciamiento Criminal, no está obligado a declarar contra su cónyuge. La citación tendría lugar en Moncloa pues La Ley de Enjuiciamiento Criminal establece que los jueces se desplazarán al domicilio u oficina de los presidentes del Gobierno cuando tomen su declaración como testigo en la fase de instrucción.

###### Investigación judicial a su hermano
En 2025 se iniciaron investigaciones contra David Sánchez, hermano del presidente, por presuntos delitos de tráfico de influencias, malversación y prevaricación relacionados con su rol como director de la Oficina de Artes Escénicas de la Diputación de Badajoz. La acusación de la organización de extrema derecha Manos Limpias planteó que podría haber obtenido su puesto de manera irregular y de no cumplir con sus funciones, residiendo en Portugal para evitar obligaciones fiscales en España.

##### Trabajo

###### Subida del salario mínimo
La patronal de los empresarios españoles (CEOE) propuso subir el salario mínimo un 3 % en 2024 y otro 3 % para 2025, los sindicatos un 5 % en 2024. El Gobierno y los sindicatos expresaron su voluntad por firmar un aumento del 4 % en 2024. Yolanda Díaz, ministra de Trabajo, de Sumar, indicó que si la patronal no buscaba el acuerdo tripartito, el Gobierno buscaría un acuerdo bipartito con los sindicatos, lo que finalmente sucedió, elevando el salario mínimo un 5 % en 2024, lo que supone subirlo 54 €, desde los 1080 € hasta los 1134 € brutos en 14 pagas.
Asimismo, el ministerio de Hacienda elevó el mínimo exento de IRPF a 15 876 euros en 2024 para adaptarlo al incremento del salario mínimo.

###### Reforma del despido por incapacidad permanente
El Gobierno de Sánchez, con Yolanda Díaz al frente del Ministerio de Trabajo y Economía Social, reformó el artículo 49.1 del Estatuto de los Trabajadores para impedir que una incapacidad permanente sobrevenida pudiera ser causa de despido. Desde 2024, la empresa no podrá decidir unilateralmente el despido. En su lugar, la empresa debe realizar «ajustes razonables» para permitirle al trabajor conservar su empleo o reubicarle si los ajustes no son viables. Solo estaría justificado el despido si los ajustes no son asumibles o no hubiese vacantes para reubicarle. Aunque la reforma laboral de 2022 ya contempló cambios al respecto, el cambio viene motivado por una sentencia del Tribunal de Justicia de la Unión Europea (TJUE). «La persona con discapacidad va a poder elegir si quiere que su relación laboral se extinga o si quiere permanecer en el puesto de trabajo», explicó la ministra.

###### Subida del subsidio por desempleo
En junio de 2024, el Gobierno aprobó una subida de 90 € en el subsidio por desempleo, que es una ayuda que pueden pedir las personas en paro al acabárseles la prestación por desempleo. Anteriormente, era del 80 % del IPREM, es decir, de 480 €. A partir de junio de 2024, se fija en 570 € durante los seis primeros meses, lo que representa el 95 % del IPREM.

###### Permisos en caso de eventos catastróficos
El 23 de octubre de 2024, el Gobierno de Pedro Sánchez, con Yolanda Díaz al frente del Ministerio de Trabajo y Economía Social, aprobó por la vía de urgencia, tras las inundaciones de la DANA de 2024 en España, lo que en prensa se llamó «permisos climáticos», es decir, modifica el artículo 37.3 del Estatuto de los Trabajadores para incluir el derecho de los trabajadores a recibir un permiso retribuido de hasta 4 días, prorrogables en caso de forzosa necesidad, en el caso de ocurrir una catástrofe, debido a la imposibilidad de acceder al puesto de trabajo o de realizar sus labores, o de existir riesgo grave o inminente, también por fenómenos meteorológicos adversos, prohibiendo la rescisión del contrato laboral por esta causa. Estos permisos también fueron de aplicación durante el apagón del 28 y 29 de abril de 2025 si existía imposibilidad de trasladarse o de realizar el trabajo.

###### Reducción de la jornada laboral
Sumar estableció que la reducción de la jornada laboral, sin reducción salarial, iba a ser la medida estrella del Ministerio de Trabajo durante el tercer gobierno de Pedro Sánchez. La última vez que la legislación española recogió una reducción fue en 1983, cuando se consiguieron 40 horas semanales. Por su parte, la jornada de 8 horas diarias se había mantenido inamovible desde 1919.
Concretamente, en el pacto de gobierno se recogía reducir la jornada laboral desde las 40 horas semanales a las 37,5 horas.En 2024, aproximadamente 12 millones de trabajadores españoles tenían la jornada de 40 horas, y un 17 % del total ya tenía 37,5 horas o menos.La reducción no supondría una disminución del sueldo. La medida contaba con el apoyo de los sindicatos, pero enfrenta oposición por parte de la patronal (CEOE y CEPYME) y de algunos partidos políticos, como el PP, Vox y Junts per Catalunya.

##### Vivienda
En noviembre de 2024, el Gobierno aprobó Ley Orgánica 1/2025, de 2 de enero, de medidas en materia de eficiencia del Servicio Público de Justicia, lo que, entre otras cosas, permitirá agilizar desahucios en caso de okupación a través de los llamados «juicios rápidos». A partir de abril de 2025, fecha de entrada en vigor, cuando una persona interponga una denuncia por allanamiento de morada o usurpación de vivienda, los acusados deben comparecer el juez en un plazo máximo de 15 días y el magistrado dictar sentencia en un plazo de tres días. El allanamiento se produce con la ocupación de una vivienda habitada, mientras que la usurpación se refiere a la ocupación de una propiedad deshabitada. En casos de allanamiento, la policía puede ejecutar el desalojo en un plazo de 48 horas si se demuestra que la vivienda está ocupada sin título legítimo.
En diciembre de 2024, Sánchez anunció la creación de una empresa pública de vivienda para construir y gestionar viviendas públicas. En este sentido, en julio de 2025 el Gobierno anunció la transferencia de 40 000 inmuebles de la Sareb a la Entidad Pública Empresarial de Suelo (SEPES), germen de la nueva empresa estatal de vivienda, que pasarán a formar parte del parque público de vivienda a perpetuidad y cuyo alquiler estará por debajo del precio de mercado, sin superar el 30 % de los ingresos de las familias que las alquilen.
En abril de 2025, el Gobierno lanzó el PERTE de industrialización de la vivienda, con una inversión pública de 1300 millones de euros, para impulsar la industrialización del sector y así «construir más y mejor vivienda, más rápido y a precios más asequibles».
El 1 de julio de 2025, el Gobierno puso en vigor el registro único de alquiler turístico que obliga a registrar las viviendas turísticas con un código único de identificación para evitar la proliferación de viviendas turísticas ilegales y ayudar a reducir la presión de los precios del alquiler. Plataformas como Airbnb o Booking.com estarán obligadas a verificar que todo alojamiento cuente con este número y a retirar en 48 horas los anuncios de los que no lo posean. En mayo, el Ministerio de Derechos Sociales, Consumo y Agenda 2030 ordenó a Airbnb a retirar más de 65 000 anuncios de pisos turísticos ilegales Tras la entrada en vigor del registro único de alquiler turístico el 1 de julio de 2025, se constató, por ejemplo, que 9 de cada 10 viviendas turísticas en Madrid carecían del permiso.
El Gobierno propuso además una reforma fiscal para que las viviendas turísticas tributen como un negocio, pasando a pagar el 21 % de IVA (excepto las situadas en pequeñas localidades, de menos de 10 000 habitantes) y evitar así que paguen menos impuestos que los hoteles y las personas que alquilan. También propuso un impuesto al 100 % para la compra de vivienda por extranjeros extracomunitarios.

##### Gasto militar
El Gobierno de Pedro Sánchez acordó aumentar el gasto militar del 1,2 % al 2 % en el contexto de la invasión rusa a Ucrania, lo que supone un gasto adicional de 9400 millones de euros entre 2026 y 2028, sin embargo, en una carta al secretario general de la OTAN, Mark Rutte, Sánchez rechazó la propuesta del presidente de Estados Unidos, Donald Trump, para aumentarlo al 5 % (EE. UU. gasta en torno al 3,4 %), lo que se calcula que costaría más de 107 000 millones de euros adicionales entre 2026 y 2028, aduciendo a que es incompatible con el mantenimiento del estado de bienestar y conllevaría subidas de impuestos o recortes en otras partidas, a lo que Rutte contestó «Entiendo que España está convencida de que puede cumplir con los nuevos objetivos de capacidad acordados en una trayectoria de gasto inferior al 5 % del PIB [...] A la luz de su carta, por la presente puedo confirmar que el acuerdo en la próxima Cumbre de la OTAN dará a España la flexibilidad de determinar su propio camino soberano para alcanzar los objetivos de capacidad y los recursos anuales necesarios como parte del PIB, y para presentar sus propios planes anuales».

## Controversias

### Autoría
En 2018 se cuestionó la autoría del libro de Sánchez La nueva diplomacia económica española (2013) y su tesis doctoral, y grupos de la oposición le acusaron de plagio y solicitaron una comisión de investigación en el Senado. La tesis fue entonces hecha pública y el plagio desmentido al pasar exámenes de distintos programas antiplagio.
Posteriormente se cuestionó la autoría de su libro Manual de resistencia (2019), del que figura como único autor. En su prólogo se afirma que «este libro es fruto de largas horas de conversación con Irene Lozano, escritora, pensadora, política y amiga. Ella le dio forma literaria a las grabaciones, prestándome una ayuda decisiva». La escritora aludida, por su parte, ha afirmado que «Yo hice el libro, pero el autor es el presidente».

### Delcygate
El Delcygate hace referencia a la reunión el 20 de enero de 2020, y su posterior controversia, entre el ministro de transportes de España José Luis Ábalos y la vicepresidenta de Venezuela Delcy Rodríguez en el aeropuerto de Barajas de Madrid. La visita fue especialmente polémica debido a la prohibición de entrada de Delcy Rodríguez al espacio Schengen por la Unión Europea, que la había sancionado por su papel en la violación de derechos humanos en el país. En abril de 2021 la Audiencia Provincial de Madrid confirmó que no apreciaba relevancia penal en la visita.
En octubre de 2024, la Unidad Central Operativa de la Guardia Civil publicó un informe que indicaba que Ábalos había notificado a Sánchez de la visita, algo que Sánchez inicialmente no había confirmado.

### Caso Koldo
En 2024 comenzó la investigación de una serie de delitos que involucraban al asesor político del Ministerio de Transportes Koldo García. El caso motivó la expulsión del partido del exministro y exsecretario de Organización del PSOE José Luis Ábalos y su posterior imputación en la causa. En 2025 una nueva ramificación del caso afectó de forma directa al entonces secretario de Organización Santos Cerdán, que había sucedido a Ábalos en el puesto. Este se vio forzado a dimitir de sus cargos y militancia, e ingresó en prisión preventiva acusado de liderar una trama de comisiones por amaños de obra pública que presuntamente habría involucrado también a la exdirectora de Adif Isabel Pardo de Vera y el expresidente de Carreteras.
En una rueda de prensa posterior a la aparición de estas informaciones, Sánchez se disculpó con la ciudadanía y anunció una auditoría externa de las cuentas del partido y una reestructuración de la ejecutiva del partido. Asimismo, realizó una rueda de consultas con los socios de Gobierno y anunció un plan de medidas anticorrupción.

## Obras

### Libros
- Ocaña Orbis, Carlos; Sánchez Pérez-Castejón, Pedro (2013). La nueva diplomacia económica española. Madrid: Delta. ISBN 9788415581512.
- Sánchez Pérez-Castejón, Pedro (2019). Manual de resistencia. Madrid: Península. ISBN 9788499427959.
- Sánchez Pérez-Castejón, Pedro (2023). Tierra firme. Madrid: Grupo Planeta.[382]

### Documental
- Moncloa, cuatro estaciones (2024).[383]

## Distinciones y condecoraciones

### Nacionales
- Gran Cruz de la Orden de Carlos III (2018).[384]

### Extranjeras
- Bolivia:
  -  Gran Collar de la Orden del Cóndor de los Andes (29 de agosto de 2018).[385]
- Chile:
  - Medalla de Salvador Allende (28 de agosto de 2018).[386]
- Italia:
  -  Gran Cruz de la Orden al Mérito de la República Italiana (16 de noviembre de 2021).[387]
- Perú:
  -  Gran Cruz de la Orden El Sol de Perú (27 de febrero de 2019).[388]
- Ucrania:
  -  Primer grado de la Orden del Príncipe Yaroslav el Sabio (30 de diciembre de 2023).[389]
- ONU Mujeres: 'He For She' Champion (25 de septiembre de 2024).[390]

## Cargos desempeñados
- Consejero general designado de la Asamblea General de Caja Madrid (2004-2009).[391][392][393][394]
- Concejal del Ayuntamiento de Madrid (2004-2009).[393]
- Consejero de la Empresa Municipal de Promoción de Madrid (2007-2008).[395]
- Consejero de la Empresa Municipal de la Vivienda y Suelo de Madrid (2008-2009).[396]
- Diputado (2009-2011 y 2013-2016).[397][398]
- Secretario general del Partido Socialista Obrero Español (2014-2016 y desde 2017).
- Presidente del Grupo Socialista en el Congreso de los Diputados (2014-2016).
- Presidente del Gobierno (desde 2018).